# Список улиц Королёва
Город Калининград Московской области появился 26 декабря 1938 года. 8 июля 1996 года город переименован из Калининграда в Королёв. В 2005 году образован городской округ Королёв.
По мере развития города к нему были присоединены город Костино (1960), посёлки Болшево, Первомайский, Текстильщик (2003), поселок Торфопредприятие (2004) и другие территории.
В 1992 году из состава Калининграда выделен город Юбилейный, который был включён обратно в черту Королёва в 2014 году.
Из-за присоединения новых территорий в городе существуют одноименные улицы в разных микрорайонах.
В список включены улицы городского округа Королёв. Названия топонимов приведены без указания его типа. Для номерных названий используется обратный порядок слов, например: Маяковского 1-й, проезд. Тип: улица, проспект, проезд и так далее — приведены в колонке «Тип» и соответствуют названию, а не действительному типу топонима. В колонке «Микрорайон» указана только принадлежность к микрорайонам Болшево, Оболдино, Первомайский, Текстильщик или Торфоразработки, для остальных микрорайонов поставлен прочерк. В колонке «Примечания» приведены сведения о переименованиях и другие интересные факты.

## Список улиц центра
| Название             | Тип      | Длина, м | Дома | Микрорайон | Примечания |
| -------------------- | -------- | -------- | --- | ---------- | --- |
| Акуловский водоканал | —        | 3665     | 9, 10, 11, 12 | —          | Служебная дорога Акуловского водоканала |
| Сосновая             | аллея    | 247      | 1/20, 1а, 2/18, 3/21, 4/19, 5/16, 6, 7, 8, 9, 9а | —          | |
| Октябрьский          | бульвар  | 745      | 3, 5а, 5б, 5в, 10, 10а, 12, 12а, 14, 18, 20, 22, 24, 33, 41, 41в | —          | |
| Мозжорина            | площадь  | 105      | | —          | |
| Победы               | площадь  | 306      | | —          | Пешеходная зона |
| Маяковского 1-й      | проезд   | 93       | — | —          | |
| Маяковского 2-й      | проезд   | 166      | 3, 4, 5, 6 | —          | |
| Вишнёвый             | проезд   | 168      | 1/22, 2/20, 3, 4, 5, 6, 7/5, 8/3 | —          | |
| Вокзальный           | проезд   | 448      | 1, 2, 2а, 2б, 2в, 2г, 4 | —          | |
| Воровского           | проезд   | 277      | 1, 3, 5, 7 | —          | Воровский, Вацлав Вацлавович (1871—1923) |
| Ворошилова           | проезд   | 263      | 1 | —          | |
| Дворцовый            | проезд   | 362      | 2/24, 4, 4в, 8/14 | —          | Дворцовый проезд получил своё название в 1964 году, после строительства ДК имени В. И. Ленина в Костино. Застройка проезда началась в 1949 году. 16-этажные дома для работников КПО Стрела построены в 1993 году.                                                          |
| Дзержинского         | проезд   | 247      | 4, 4а, 6/10 | —          | Дзержинский, Феликс Эдмундович (1877—1926) |
| Калининградский      | проезд   | 393      | 1, 1а, 2б, 2 | —          | |
| Канальный            | проезд   | 471      | 1/29, 2а, 2, 3, 4, 5, 6, 7, 8, 11 кор.1, 8а, 8б, 9а, 9, 11, 13 | —          | |
| Кольцова             | проезд   | 252      | 1/19, 3, 4, 5, 6, 8, 10, 11, 12/28, 13, 15/26, 2/21, 4а, 7/20, 9/21 | —          | |
| Кооперативный        | проезд   | 450      | 1 | —          | |
| Кооперативный        | проезд   | 401      | 2а, 2б, 3, 5а | —          | |
| Крупской             | проезд   | 148      | 1/6, 2/4, 3, 4, 6 | —          | |
| Кутузова             | проезд   | 168      | 1/114, 2/24, 3, 4, 5, 6, 10/9, 7/11, 8 | —          | |
| Макаренко            | проезд   | 691      | 1, 2 стр. 1/13, 2/13, 3, 4, 6а, 6, 10а, 10а лит. В, 12а, 14/16, 6б, 8, 8а, 10, 12 | —          | Назван в честь Макаренко, Антон Семёнович (1888—1939). Застройка проезда началась в 1964 году. До 1980-х гг. на проезде располагалось медицинское училище. В 2000-х годах проезд был реконструирован, на месте старых построек расположились многоэтажные жилые комплексы. |
| Матросова            | проезд   | 623      | 1/6, 1а, 2/4, 3, 3а, 5а, 5 | —          | |
| Полевой              | проезд   | 482      | 2/16, 4а, 4, 6, 8, 12 | —          | |
| Пролетарский         | проезд   | 295      | 1/13, 11/7, 2/15, 3/8, 5/7, 7, 9/10, 12, 13, 14, 16/2 | —          | |
| Солнечный            | проезд   | 229      | 1, 2, 3, 4, 5, 7, 9/5 | —          | |
| Строителей           | проезд   | 344      | | —          | |
| Ударника             | проезд   | 322      | 1, 1а, 3, 3а, 5, 7, 9 | —          | |
| Ушакова              | проезд   | 252      | 1, 2/41, 2а, 3, 4, 4а, 5/48, 6, 8/50 | —          | |
| Циолковского         | проезд   | 544      | 1/2, 2, 3а, 3, 4, 5/1, 5а, 5б, 5, 5 стр. 1, 6, 6а, 6т, 7 кор.1, 7 кор.2 | —          | |
| Ярославский          | проезд   | 1373     | 1, 3, 6, 11, 12б, 1в, 3а, 3в, 5а, 5г, 9а, 12, 15, 15а, 18а, 19 | —          | |
| Королёва             | проспект | 1529     | 1/5, 1, 1а, 1б, 1в, 2, 2а, 2б, 3, 3а, 3б, 3в, 3г кор.1, 3г кор.2, 3д кор.1, 3д кор.2, 4, 4а, 4а стр. 1, 4б, 5/7, 5, 5а, 5б, 5в стр. 1, 5г, 5д кор. 1, 6, 6а, 6б, 6в, 6г, 6д, 6д кор.1, 6д кор.2, 6д кор.3, 6д кор.4, 7/8, 7, 7а, 7б, 7в, 7г, 8, 8а, 9, 9а, 9б, 9д, 10, 10а, 11, 11а, 11б, 11в, 11г, 12, 12а, 14, 14а, 14б, 16/5, 18/6, 20, 20 кор.1, 20а, 22, 24, 28, 28а, 30/2 | —          | Королёв, Сергей Павлович (1907—1966) |
| Космонавтов          | проспект | 1805     | 1, 1а, 1б, 1в, 1г, 2, 2а, 2а стр. 1, 2б, 2в, 2т, 3, 3а, 3б, 4, 4а, 4б, 5, 5а, 5т, 6, 6а, 6б, 6т, 7г, 8, 8а, 8б, 8в, 9, 9 стр. 1, 10, 10а, 11, 11а, 12, 12а, 12в, 13, 14, 14т, 15, 15т, 16, 16 стр. 1, 16а, 16в, 16т, 17, 17а, 18, 19, 20/35, 20 стр. 1, 20а, 21, 22/10, 23/37, 23а, 24, 24а, 26, 26 стр. 1, 26 стр. 2, 26а, 27, 27а, 27б, 27т, 28, 28а, 29/12 кор.1, 29/12 кор.2, 30, 30б, 31, 31а, 32, 33 кор. 1, 33 кор.2, 33а, 33б, 34, 34а, 34б, 35, 35а, 36, 36а, 36б, 36в, 37 кор.1, 37 кор.2, 37а, 37б, 37б стр. 1, 37т, 38, 38а, 39, 39а, 40, 40а, 40т, 41, 41 кор.1, 41 кор.2, 41а, 42, 43, 43б, 44, 45, 45б, 45т | —          | |
| Валентиновский       | тупик    | 150      | 2/20, 4, 6 | —          | |
| Восточный            | тупик    | 207      | 1, 2, 2а, 3, 4, 5, 6, 7, 8, 9, 10, 12 | —          | |
| Высоковольтный       | тупик    | 130      | 2, 3, 4, 6, 7/15, 8, 9, 10 | —          | |
| Фрунзенский          | тупик    | 279      | 2, 3, 4, 6, 7/15, 8, 9, 10 | —          | Фрунзе, Михаил Васильевич (1885—1925) |
| Рабочая 1-я          | улица    | 819      | 1а, 2, 2а, 2б, 6 | —          | |
| Самаровка 1-я        | улица    | 878      | 17, 18, 19, 20, 21 | —          | |
| Самаровка 2-я        | улица    | 175      | | —          | |
| 50-летия ВЛКСМ       | улица    | 871      | 2, 2а, 4, 4а, 4б, 4в, 4г, 4т, 5/16, 6/18, 6а, 6б, 6в, 6г, 6е, 7/5, 9, 9б, 10, 10а, 10б, 10в, 10г, 10д, 11, 12, 13, 13а, 13б | —          | До 28.03.2001 — улица 50-летия Ленинского комсомола; также встречается — улица 50 лет ВЛКСМ |
| Академика Легостаева | улица    | 1466     | 2, 4, 10а, 12, 14, 47, 62т, 63, 64, 64 стр. 1, 64д, 64е, 65, 72, 74, 74а, 74б, 75, 75а | —          | Легостаев, Виктор Павлович (1931—2015). До 2015 года — Силикатная улица |
| Аржакова             | улица    | 273      | 1/5, 3, 5, 5а, 7, 14/8, 14а, 16, 18/2 | —          | Аржаков, Михаил Петрович (1903—1977) |
| Бабушкина            | улица    | 422      | 1/23, 2/25, 3, 4, 5/24, 6, 7/25, 8, 9/26, 10/28, 11/13, 12/27, 14/28, 16/15, 18, 20, 22/18 | —          | |
| Баумана              | улица    | 274      | 1/76, 3, 14/47, 5а, 5б, 5, 6, 7/1, 7/2, 7/3, 7/4, 7/6, 7, 7/5, 8, 9/49, 10 | —          | Бауман, Николай Эрнестович (1873—1905) |
| Белинского           | улица    | 247      | 1, 1а, 2, 3, 4, 5, 6, 7, 8, 9, 9/8, 11/10 | —          | |
| Берёзовая            | улица    | 570      | 1/7, 2/9, 3, 4, 5, 5а, 6, 7/12, 8/14, 9/9, 10/11, 11/12, 12/14, 13/9, 14/11, 15/8, 16/10, 17/5, 18/7, 19, 20/2, 22/1, 24/2 | —          | |
| Богомолова           | улица    | 1004     | 1/24, 2, 2/20, 2а, 3, 3а, 4а, 4б, 4, 4в, 5, 6, 7, 8, 9, 10, 11, 12 | —          | Богомолов, Владислав Николаевич (1919—1997) 12.10.2000 часть улицы Кирова была переименована в улицу Богомолова |
| Болдырева            | улица    | 346      | 1, 1 стр. 1, 2, 3, 3а, 4, 5, 6, 8, 10, 12, 14 | —          | |
| Восточная            | улица    | 249      | 1/9, 2/11, 3/10, 4/12, 5/11, 6/13, 7/12, 8/14 | —          | |
| Высоковольтная       | улица    | 367      | 1/9, 2/11, 3, 4, 5, 6, 7, 8, 9, 10, 11, 13, 15, 15/7, 15а | —          | |
| Гагарина             | улица    | 1533     | 2, 4, 4а, 5, 6, 7, 9/12, 10а, 11, 12, 12/14, 13/4, 14, 14а, 15/9, 16, 17, 18, 19, 20/2, 22, 24/1, 25, 26/10а, 26а, 26б, 28/8, 29, 30/5, 32, 32а, 34, 34а, 36/38, 36, 36а, 38, 38а, 38б, 40, 42, 42 кор. 2, 42 кор.2, 44, 44а, 46, 46а, 48, 48а, 50/2 | —          | |
| Гвардейская          | улица    | 189      | 1/34, 3а, 3б, 3в, 5/67, 5а, 6, 8/65 | —          | |
| Герцена              | улица    | 329      | 1, 2/26, 3, 4, 5, 6, 7, 8, 9, 9а, 10, 11, 12, 13, 14, 15/16, 16, 18, 20, 22, 24/19 | —          | |
| Главная              | улица    | 358      | 30, 32, 33/15, 34, 35, 36, 37, 38, 39, 40, 41, 42, 43, 44, 45, 46, 48, 48а, 50, 52 | —          | |
| Гоголя               | улица    | 531      | 1/27, 2/29, 3/18, 4/20, 5, 6, 7, 8, 9, 10, 11а, 11, 12, 13, 14, 15/12, 16а, 16, 17/28, 18, 20/14, 22/13, 24 | —          | Гоголь, Николай Васильевич (1809—1852) |
| Горького             | улица    | 2500     | 1, 3, 4, 6, 10/22, 12б, 12в, 12, 12а, 12а, 14а, 14б, 14в, 14в стр. 1, 14г, 14д, 14, 16 кор.1, 16 кор.2, 16 кор.3, 16 кор.4, 16 стр. 1, 16а, 16б, 16в, 16г, 1а, 1а, 2/18, 2/23, 25 стр. 1, 25а, 25б, 27а, 29б, 2а, 33а, 35/20, 35а, 37/23, 3а, 3б, 43а, 4а, 4б, 4в, 4г, 4г стр. 1, 6а, 6а стр. 1, 6а стр. 2, 6б, 6в, 25, 27, 29, 33, 39, 41, 43, 45, 62а, 63/7, 64, 65/8, 67/5, 69а, 69, 71, 73, 75, 76/1, 78, 78а, 80а, 80б, 80, 82а, 82б, 82, 84, 86/2, 88/1, 90, 91, 92а, 92, 94, 100/2, 102/1, 104/2, 106/1, 108а, 108, 108б, 114/1, 96/2, 98/1, 110, 112, 115, 116, 117, 118, 122, 123, 124                            | —          | Максим Горький (1868—1936) |
| Грабина              | улица    | 785      | 1, 2, 10а, 10б, 11/2, 11а, 12а, 14а, 18а, 19/1, 1а, 20а, 2а, 2б, 3/1, 4а, 4, 4б, 5/2, 6, 7, 8, 8а, 8б, 8в, 9/1, 10, 12, 13, 14, 15, 16, 17, 18, 20, 22, 24, 26, 28, 30 | —          | Грабин, Василий Гаврилович (1899—1980) |
| Гражданская          | улица    | 427      | 1, 6, 8, 8, 10, 10а, 14/1, 14/1 | —          | |
| Декабристов          | улица    | 530      | 6/8, 8, 16/14, 18, 20, 22 | —          | |
| Державина            | улица    | 431      | 1б, 1в, 1, 12/51, 12а, 12б, 2/16, 3а, 4, 5, 6, 8а, 8, 10 | —          | |
| Дзержинского         | улица    | 1424     | 1/1, 2, 4, 5, 6, 7, 8, 9, 10, 11/2, 11, 12/2, 13/2, 13/2 стр. 1, 13а, 15а, 2 стр. 1, 15, 16/1, 18а, 18, 18б, 20а, 20, 22, 23/2, 24/2, 25, 26, 27, 28/2, 3/2, 30/1, 32а, 34/2, 4а, 6а, 7а, 7б, 8а, 8б, 9/1, 9а, 29, 32 | —          | Дзержинский, Феликс Эдмундович (1877—1926) |
| Добролюбова          | улица    | 690      | 1/102, 3, 4, 5, 6, 6, 7, 8, 10, 11/14, 12/11, 13, 13/11, 13а, 13б, 14/12, 15/16, 15а, 2/100, 16, 17, 18, 19, 20, 21/41, 9/13, 22, 24, 26/9, 28/14, 30, 32, 34, 36/39 | —          | |
| Достоевского         | улица    | 114      | 1/14, 1/14, 2, 3, 4, 5, 6, 7, 8/39, 9/41 | —          | |
| Жуковского           | улица    | 114      | 9/35, 11, 13, 15, 17, 19, 21, 23, 25, 27, 29, 31, 33, 35, 37/36, 39 | —          | Жуковский, Василий Андреевич (1783—1852) |
| Ильича               | улица    | 287      | 1/30, 1а, 2/28, 3, 4, 5, 6, 6, 7 корп. 51, 7 корп. 51, 7 стр. 1, 7а, 7б, 7, 8, 9 | —          | Ленин, Владимир Ильич (1870—1924) |
| Исаева               | улица    | 680      | 1, 1а, 1б, 1в, 1д, 1е, 1ж, 1т, 2/30, 2, 2а, 3, 3а, 3б кор.1, 3б кор.2, 3б кор. 3, 4, 4 стр. 1, 5, 6, 6а, 7, 7т, 8, 8а, 8т, 9, 10, 11, 12 | —          | Исаев, Алексей Михайлович (1908—1971) |
| Калинина             | улица    | 742      | 1, 1а, 1б, 2, 3, 4, 5, 6, 6а, 6б, 6в, 6г, 7, 9, 10/9, 11, 12/6, 13/8, 14, 15, 16/15 | —          | Калинин, Михаил Иванович (1875—1946) |
| Калининградская      | улица    | 902      | 1, 3, 4, 5, 6, 7, 8, 11а, 11, 11/2, 12 кор.1, 12, 12 кор.3, 13, 14, 14а, 15а, 15, 15, 16, 17 кор.1, 17 кор.2, 17 кор.4, 2/18, 2а, 3 стр. 2, 3а, 5 стр.2, 18, 19, 20а, 20, 22, 27, 29/1 | —          | |
| Карла Либкнехта      | улица    | 233      | 1/9, 2/11, 3, 4, 5/7, 6/5 | —          | Либкнехт, Карл (1871—1919) |
| Карла Маркса         | улица    | 665      | 1, 1а, 2, 2а, 3, 3а, 3б, 3д, 4, 5, 6, 6а, 7/12, 8, 8а, 9, 10, 10а, 10б, 11, 12, 12а, 13, 14/15, 15, 16/14, 16/23, 17/21, 17, 18, 19, 21/17, 23/16, 25, 27/21 | —          | Маркс, Карл (1818—1883) |
| Кирова               | улица    | 259      | 1, 2, 3, 4/13, 4а, 5, 7, 9/15 | —          | Киров, Сергей Миронович (1886—1934) |
| Кольцова             | улица    | 687      | 2, 3, 4, 6, 8, 10, 10а, 12/7, 14/8, 16, 18, 20, 22/29, 24/36, 26/15, 26а, 28/12, 28а, 30/17, 32/12, 36, 38, 40/9 | —          | |
| Коминтерна           | улица    | 751      | 1/15, 2, 3, 16а, 16б, 16в, 5/6, 7/5, 8/1, 8а, 9, 10, 11, 12, 13, 14, 15, 16, 17 | —          | |
| Комитетская          | улица    | 206      | 1/19, 2, 2 стр.1, 2а, 3, 5а, 5 | —          | |
| Коммунальная         | улица    | 1043     | 1, 12, 13, 14, 16, 18, 28, 30, 32, 34/7, 36/8, 38, 42 | —          | |
| Коммунистическая     | улица    | 185      | 1, 2, 10, 12, 13, 14, 15/17, 16 | —          | |
| Комсомольская        | улица    | 324      | 1/9, 2/11, 3, 4, 5, 6, 6а, 7, 7а, 8, 9а, 9, 10, 10 стр.1, 11, 12 | —          | |
| Кооперативная        | улица    | 447      | 1/1, 2/3, 3, 4, 5, 6, 7, 8, 8а, 10, 12, 13а, 14, 16/2 | —          | |
| Корсакова            | улица    | 439      | 1, 3, 4, 5, 6а, 6, 8, 10 | —          | Корсаков, Николай Павлович (1924—1945) |
| Крупской             | улица    | 248      | 1/25, 2/27, 3, 4/2, 5, 6/1, 7, 8/2, 9, 10/1, 11, 12/32, 13, 15, 17/30 | —          | Крупская, Надежда Константиновна (1869—1939) |
| Кутузова             | улица    | 685      | 28, 29, 30, 31, 32, 33 кв.1, 33 кв.2, 34, 35, 36, 37, 37а, 38, 39/8, 40, 41/9, 42а, 42, 42б, 43, 44/16а, 44а, 44б, 44в, 45, 46/19, 47/14, 48, 49/9, 50, 51, 51а, 52/22, 53/14, 55/17, 57, 59/20, 61/19 | —          | |
| Ленина               | улица    | 660      | 1, 1а, 10/6, 10а, 11/2, 12/9, 14/12, 15/1, 22а, 25а, 25б, 2, 2а, 2б, 2в, 2г, 2е, 3, 3а, 4, 4а, 4а кор.65, 5, 7, 9/1, 10, 13, 16, 17, 18, 19, 20, 22, 24, 26, 27, 28, 29, 33, 35 | —          | Ленин, Владимир Ильич (1870—1924) |
| Лермонтова           | улица    | 872      | 1, 1а, 2, 3, 10, 10а, 10б, 10г, 18/31, 14, 16, 20/30, 22, 24, 26, 28/17, 30, 32, 33, 34, 36/37 | —          | Лермонтов, Михаил Юрьевич (1814—1841) |
| Лесная               | улица    | 220      | 1, 3, 12/7, 14, 16, 18, 20/6 | —          | |
| Лизы Чайкиной        | улица    | 457      | 13, 15, 17, 19, 21, 23а, 23, 23б, 25а, 25, 27, 29, 31, 33, 38, 40, 42, 44, 46, 48, 50, 50 кв.2, 52, 54, 56, 58, 60 | —          | |
| Ломоносова           | улица    | 289      | 2/1, 4, 5, 6, 7, 8/11, 10/10, 12, 14, 16, 18/3, 20/4, 22, 24, 26/2 | —          | |
| Марины Цветаевой     | улица    | 1263     | 1а, 3, 3а, 5, 7, 9, 11, 12, 13, 14 кв.1, 14 кв.2, 15, 16, 17, 18/2, 19 кв.1, 19 кв.2, 20/1, 22, 23, 24, 24 кв.1, 25, 26, 26а, 27, 27 кор.8, 27 кор.9, 27 кор.10, 28, 30/2, 32, 34/2, 34а, 36/1, 38/2, 42, 44, 46, 48, 50, 52 | —          | Цветаева, Марина Ивановна (1892—1941) |
| Матросова            | улица    | 110      | 2 | —          | |
| Маяковского          | улица    | 281      | 6, 7, 8 | —          | |
| Мичурина             | улица    | 499      | 1/10, 1, 1а, 1б, 1в, 2, 2а, 2б, 3, 4, 5, 6, 7, 7а, 7б, 8, 9, 9а, 9б, 11, 12, 13, 14, 15, 16, 17, 21, 21 стр.1, 21а, 21т, 25, 25б, 27 кор.1, 27 кор.2, 27 кор.3, 27 кор.4, 27 кор.5, 27 кор.6, 27 корп.7, 27т | —          | Мичурин, Иван Владимирович (1855—1935) |
| Нахимова             | улица    | 1123     | 2/1, 4/24, 6/33, 8/34, 10/39, 12, 12а, 14/28, 18, 19, 20/2, 21, 21а, 21б, 22/2, 22, 23/22, 24/1, 25/31, 26/2, 27, 28/1, 29, 30, 31, 31а, 33/32, 35/37, 37а, 39/36, 41/21, 43, 45, 51/12, 55/34, 57, 57а, 57б | —          | |
| Некрасова            | улица    | 507      | 7/19, 8/21, 9, 10/10, 11/8, 12, 13, 14, 15, 16, 17, 18, 19, 20, 20а, 21, 22, 23, 24, 25, 26/6, 27/4, 28/5, 29/3, 30/20, 31/18 | —          | Некрасов, Николай Алексеевич (1821—1878) |
| Огарёва              | улица    | 372      | 1/2, 2, 3, 4, 5, 6, 7, 8, 9, 10, 11, 12, 13, 14, 15, 16/2, 17, 19, 21 | —          | |
| Октябрьская          | улица    | 1091     | 1, 3, 4, 5, 5а, 6, 8, 8а, 9, 9а, 10, 10а, 10а стр.1, 12/2, 12, 13, 15/16, 17, 21/27, 23, 25/26, 27, 30, 30а, 30б | —          | |
| Орджоникидзе         | улица    | 1037     | 1, 1а, 2/34, 3в, 4, 5, 5б, 5в, 6, 6 кор.1, 6а, 6б, 11, 11а, 11б, 35г | —          | |
| Островского          | улица    | 242      | 1, 2, 2а, 3, 4, 5, 7/16 | —          | |
| Павлова              | улица    | 548      | 2, 4, 6, 8, 10 | —          | Павлов, Иван Петрович (1849—1936) |
| Первомайская         | улица    | 317      | 1, 2, 3, 3а, 3а кор.1, 3а стр.2, 5, 7, 7а, 7б, 9, 11, 13, 13а, 15, 15а, 17, 17а | —          | |
| Пионерская           | улица    | 2768     | 1, 1а, 1б, 2, 2а, 4 кор.124, 4 кор.125, 4, 4, 6, 6, 8, 10а кор.1, 10, 10а кор. 2, 10а кор.2, 10а кор.3, 10г, 12а кор. 1, 12а кор. 5, 12, 12а кор.1, 12а кор.2, 12а кор.3, 12а кор.4, 12а кор.5, 14а, 14, 15, 15, 16, 17, 17, 17/15, 18/2, 19а, 19а, 20, 20/1, 22, 24/14, 25а, 29а, 29, 30 кор.1, 30 кор.2, 30 кор.3, 30 кор.4, 30 кор.5, 30 кор.6, 30 кор.8, 31, 31а, 32, 33, 33а, 35, 37а, 37б, 37, 39, 41, 41а, 43а, 43, 45, 47, 47а, 49/12, 49а, 49в, 49г, 4а, 4а, 51а, 51б, 51в, 51, 51г, 51д, 6а, 6а, 6б, 8 кор.1, 8а кор. 2, 8а кор.1, 8а кор.2, 8а кор.3, 8г                                                        | —          | |
| Победы               | улица    | 1355     | 1/88, 2/86, 3, 4, 5, 6, 8, 10, 11, 12, 12 кв.1, 13а, 13, 13б, 14/53, 15, 15а, 16а/44, 17/55, 18а, 18в, 18, 18б, 19/46, 19а, 20, 21, 21а, 22/23, 23/1, 24/4, 24а, 24б, 25/2, 25в, 2а, 3а, 5а, 5б, 5в, 7/1, 8а, 8б, 8в, 8г, 8д, 9/2, 26, 26а, 26б, 28, 29, 30/5, 30а, 30б, 30в, 31/25, 32/6, 33/6, 33а, 33б, 34, 35а, 35, 35б, 35в, 36, 36а, 36б, 37, 38/3, 38, 39/7, 41/2, 43, 45, 47/5, 47а, 49 | —          | |
| Пограничников        | улица    | 1617     | 1/98, 3, 4, 5, 6, 7, 8, 10, 11/10, 12/7, 13, 14/8, 15, 16, 17, 18, 19/61, 2/96, 20/59, 21, 22/52, 22а, 23а, 24/5, 25/7, 26а, 7а, 9/9, 9а, 23, 26, 27/12, 28/10, 29, 30, 31, 32/33, 33, 34/8, 34а, 34б, 35, 36, 37/35, 38а, 38, 39/10, 39а, 40а, 40, 41, 41а, 42/9, 42а, 43, 43а, 44/12, 45а, 45, 46, 46а, 47/11, 48/5, 49/14, 50/8, 50а, 51, 52, 52а, 53, 54, 54а, 55а, 55, 56, 58, 61 | —          | |
| Подлесная            | улица    | 683      | 1/2, 2 кор.1, 2, 3б, 3, 3а, 5а, 5, 13а, 7/1, 9/2, 9а, 11, 13 | —          | |
| Подмосковная         | улица    | 297      | 1, 1а, 2/30, 3, 4, 5, 6, 7, 8, 9, 11, 14 | —          | |
| Полевая              | улица    | 954      | 37 кв.1/16, 37, 39/21, 42/12, 43/12, 43/16, 45/7, 47, 49, 51, 53, 55, 57, 58, 59, 60, 62, 64, 66, 68а, 68, 70, 72, 74, 76, 78, 80, 82, 84 | —          | |
| Пролетарская         | улица    | 1225     | 1/106, 3, 4, 6, 9, 10/16, 11, 12а, 12, 13/1, 13/34, 14, 14а, 15/2, 16, 17, 18/22, 2/104, 20а, 23/15, 5/17, 7/18, 8/15, 19, 20, 22, 24, 25/18, 26, 27, 28/14, 28а, 29, 30, 32, 32а, 36/16, 38, 38а, 40а, 40, 40б | —          | |
| Пушкина              | улица    | 507      | 1/9, 2/11, 4, 5/26, 6, 8, 10, 10а, 12, 14, 16, 18, 20, 22, 24, 26 | —          | Пушкин, Александр Сергеевич (1799—1837) |
| Рабочая              | улица    | 118      | 1 | —          | |
| Садовая              | улица    | 485      | 1/3, 2/5, 3, 4, 4а, 4б, 5, 5а, 6, 6а, 7, 7а, 8, 8а, 9, 10, 10а, 11 | —          | |
| Сакко и Ванцетти     | улица    | 1041     | 1, 1 кор. А, 1 кор. Б, 1 кор. В, 1 кор. Г, 1 кор. Д, 10а, 12а, 14а, 18а, 18б, 2/1, 24а, 24б, 24в, 26а, 2а, 30а, 30б, 32а, 32б, 32в, 34а, 34б, 34в, 34в стр.1, 34г, 34д, 3б, 3, 3т, 4, 4а, 6, 6а, 8, 9, 10, 12, 14, 16, 18, 20, 22, 22, 24, 26, 28, 30, 32, 34 | —          | Сакко и Ванцетти |
| Спартаковская        | улица    | 313      | 2/34, 3, 4а, 6а, 6, 7, 8, 10, 11, 11/36, 12 кв.1, 12, 12 кв.2, 14, 15, 16/37 кв.1, 17, 19, 19а, 19б, 21/39 | —          | |
| Стадионная           | улица    | 254      | 2, 2а, 2в, 4, 4а, 5, 6, 7, 8, 8а | —          | |
| Сталинградской битвы | улица    | 898      | 3, 3а, 3б, 3в, 5, 11, 13, 15 | —          | 19.02.2008 часть улицы Силикатная переименована в улицу Сталинградской битвы |
| Степана Разина       | улица    | 506      | 6, 6а | —          | |
| Строителей           | улица    | 754      | 1/9, 2/11, 3, 4, 4/2, 5, 6/1, 7, 8/6, 9, 11, 13, 13а, 15, 17, 19, 34/1, 36, 38, 59, 61, 63, 65, 67, 69, 71, 73, 75, 75а, 77, 77 кв.2, 79, 81, 81а, 83 | —          | |
| Суворова             | улица    | 628      | 1/16, 2/12, 3/2, 3, 4, 5/1, 6, 7/34, 8/36, 8, 8а, 8б, 9, 9 стр.1, 9а, 9б, 9в, 10, 10а, 11, 11а, 12, 13, 14, 15, 15а, 16, 16а, 17, 17б, 18т, 19, 19а, 20, 20г | —          | Суворов, Александр Васильевич (1730—1800) |
| Терешковой           | улица    | 619      | 1, 2/12, 3, 3а, 4, 5/30, 6, 7, 8/28, 9, 10, 10а/26, 12, 14 | —          | Терешкова, Валентина Владимировна (род. 1937). Прежнее название — улица Молотова. |
| Толстого             | улица    | 363      | 1/20, 2/18, 4а, 4, 5, 6, 7, 9/1, 11/2, 19/7, 21/8, 27/1, 13, 15, 17, 23, 25, 29/2, 31, 33, 35/9 | —          | Толстой, Лев Николаевич (1828—1910) |
| Трудовая             | улица    | 416      | 1, 1а, 2, 3, 4 | —          | |
| Тургенева            | улица    | 350      | 1, 2/16, 3/29, 4/27, 5/28, 6/26, 7, 9, 10/11, 10а, 11, 12/15, 13/22, 13, 14/20, 15, 16/15, 17, 19/24, 8/9 | —          | |
| Урицкого             | улица    | 589      | 2/38, 3, 4, 5 кв.1, 5, 11/2, 7/45, 9/1, 10, 13, 15/33, 16/43, 17, 18 | —          | Урицкий, Моисей Соломонович (1873—1918). Прежнее название — улица Чайковского. |
| Ушакова              | улица    | 1123     | 1/7, 3, 4, 8, 10, 11/47, 12/44, 14/49, 15/23, 15а, 16/36, 17/8, 18/25, 18а, 19/15, 2/9, 20/10, 20а, 20б, 22/17, 23/16, 25/17, 28/18, 29/22, 30/19, 34/13, 34а, 36/24, 3а, 5/30, 6/32, 7/39, 9/42, 21, 24, 26, 27, 32, 34 | —          | |
| Фрунзе               | улица    | 660      | 1, 11/23, 12б, 19а, 1а, 1б, 1в, 1д, 1д кор.1, 1д кор.2, 1е, 2, 4, 8, 10, 12, 14, 16, 17, 18, 19, 20/21, 22/20, 26/25, 2а, 2б, 2в, 4а, 6/20, 21, 24 | —          | Фрунзе, Михаил Васильевич (1885—1925) |
| Хмельницкого         | улица    | 580      | 1/24, 2/22, 2, 3, 4, 5, 6, 7, 10/20, 11/2, 8/17, 9/1, 12, 13, 14, 15/19, 17/22, 19/1, 21/2, 23, 25/1, 25а, 27/2, 29, 31/1 | —          | |
| Центральная          | улица    | 165      | 1/31, 2/1, 3, 4, 5, 6, 7/6, 8/8 | —          | |
| Циолковского         | улица    | 1209     | 1/8, 3, 4, 5, 7, 10, 12, 14/16, 14а, 15/14, 16/23, 17/21, 18, 19, 20/22, 21/17, 21/20, 22а, 22, 23/11, 23а, 2а, 6/12, 8/13, 9/10, 24, 25, 26, 27, 29а, 29б, 29г, 29 | —          | Циолковский, Константин Эдуардович (1857—1935). Прежнее название — улица Сталина. |
| Чайковского          | улица    | 1119     | 2/50, 3а, 3а, 3, 3, 3а, 4, 6а, 6, 8, 10, 12/49, 14/24, 16/7, 22, 24, 26/5, 26/5 | —          | Чайковский, Пётр Ильич (1840—1893) |
| Чапаева              | улица    | 126      | 5, 7/63 | —          | |
| Чехова               | улица    | 276      | 13 | —          | |
| Чкалова              | улица    | 351      | 12, 15, 16/5, 17, 18, 19/4, 20, 21/3, 22, 23, 24, 25, 26, 27, 28, 29 | —          | |
| Школьная             | улица    | 262      | 2, 4, 4а, 6, 6а, 6а кор.2, 6а кор.3, 8 | —          | |
| Шоссейная            | улица    | 518      | 2, 2а, 3, 4, 4а, 7б | —          | |
| Энгельса             | улица    | 446      | 1/28, 2/26, 3, 4, 5, 6, 7, 8, 9, 10/3, 11/5, 12/4, 13/6, 14, 15, 16/23, 17/25, 18/28, 19/30, 20/7, 21/9 | —          | |
| Южная                | улица    | 176      | 1/2, 5, 7, 9/40 | —          | |
| Ярославское          | шоссе    | 3687     | 118а, 126 | —          | Участок автодороги М8E 115 |

## Улицы микрорайона Болшево
| Название           | Тип      | Длина,м | Дома | Примечание                             |
| ------------------ | -------- | ------- | --- | -------------------------------------- |
| Гражданский 1-й    | переулок | 324     | 1, 2/12, 3а, 3б, 3, 4, 5, 6, 7, 8, 9, 10, 11, 12, 13 |                                        |
| Гражданский 2-й    | переулок | 352     | 1а, 2/26, 2а, 4, 4а, 6а, 6, 8, 10, 10а, 14/7 |                                        |
| Гражданский 3-й    | переулок | 260     | 1, 2, 4, 6, 11, 12а, 12, 13а, 13, 14а, 14, 15/8, 16, 18, 20/9, 3/30, 3а |                                        |
| Гражданский 4-й    | переулок | 202     | 1/36, 2, 3, 4, 5, 6, 7, 8/12, 9, 11, 13/11 |                                        |
| Заовражный 1-й     | переулок | 101     | |                                        |
| Заовражный 2-й     | переулок | 92      | |                                        |
| Заовражный 3-й     | переулок | 89      | |                                        |
| Спортивный 1-й     | проезд   | 393     | 1/45, 3, 4, 5, 6, 7, 8, 9, 10, 11, 12, 13/36, 2/47, 14, 16, 18 |                                        |
| Спортивный 2-й     | проезд   | 280     | 1, 1а, 3а, 3, 4, 5а, 5, 6, 7б, 7, 7а, 8, 9, 10, 11, 12, 14/34, 38а |                                        |
| Спортивный 1-й     | тупик    | 76      | 1, 1а, 2, 3, 4 |                                        |
| Спортивный 2-й     | тупик    | 154     | 5, 7 |                                        |
| Бурковский         | проезд   | 974     | 1, 3, 4, 5, 10а, 19/1, 1а, 2/33, 6/2, 8/1, 9, 10, 11, 12, 13, 14, 15, 16, 17, 18, 20, 21, 22, 23, 24, 25, 26, 28, 30, 32, 34 |                                        |
| Газетный 3-й       | переулок | 56      | 2, 18 |                                        |
| Гражданский        | проезд   | 203     | 1, 1а, 1б, 3 |                                        |
| Журнальный         | тупик    | 128     | 1, 2, 3 |                                        |
| Зелёная            | площадь  | 592     | 2, 4, 6, 8, 10/2, 10а, 12/1, 14/2, 16/1 |                                        |
| Зелёный            | проезд   | 148     | 1/16, 2/14, 3/7, 4, 6/5, 7а |                                        |
| Колхозная          | площадь  | 393     | 2, 3, 7, 8а, 8б, 8, 9 |                                        |
| Лесной             | проезд   | 960     | 1/10, 2/8, 3, 4а, 4, 5, 6, 7, 8, 9, 15/14, 16/12, 19 кв.1, 19 кв.2, 19 кв.3, 19 кв.5, 20а, 9а, 10, 11, 12, 13, 17, 18, 20, 21, 22/5, 22а, 23а, 23, 24/6, 25/7, 26, 27/8, 28, 29, 30, 31, 32а, 32, 33, 35, 37а, 37, 37б |                                        |
| Малый              | тупик    | 96      | 2, 3/13, 3а, 4 |                                        |
| Станционная        | площадь  | 340     | 1а, 1, 1б, 3, 4, 5, 7, 11, 12, 13, 19, 20, 21, 22, 23, 24, 25в, 25г, 25д, 2а, 3а, 25, 25а, 25б, 26а, 26, 26б |                                        |
| Цветочный          | проезд   | 200     | 1/27, 2, 3, 4, 5, 6, 6а, 6б, 7, 9/23 |                                        |
| Школьный           | переулок | 140     | 1/7, 2/5, 3, 5, 7 |                                        |
| Заовражный         | переулок | 146     | 2/2, 10, 16, 18 |                                        |
| Белинского         | проезд   | 145     | 1/7, 2/12, 3, 4, 5, 6, 7, 8/17, 9/12 |                                        |
| Ермоловой          | проезд   | 394     | 1, 2, 5, 7, 9, 10, 11 |                                        |
| Маяковского        | проезд   | 205     | 1/51, 2, 3а, 3, 4, 5, 6, 7а, 7б, 7, 8а, 8, 9, 10/26, 11/24 |                                        |
| Слепнёва           | проезд   | 197     | 1/5, 1а, 2/6, 3, 4, 5, 6, 7, 8, 10, 12, 14/10 |                                        |
| Чехова             | тупик    | 69      | 1, 2, 3, 4 |                                        |
| Валентиновская 1-я | улица    | 654     | 1, 3, 5а, 5, 7, 9, 11, 13, 15, 17, 17а, 19 |                                        |
| Белинского         | улица    | 221     | 1/7, 3, 5, 7, 9, 11, 13, 15, 17/8 |                                        |
| Береговая          | улица    | 434     | 1/19, 3а, 3, 5, 7, 9, 11а, 9а, 11, 13, 15, 17, 19, 21, 23, 23а, 23б, 23в, 25а |                                        |
| Болшевская         | улица    | 162     | 12, 14, 16а, 16, 18а, 18, 20а, 20, 22, 24/11, 26/10 |                                        |
| Бурково            | улица    | 1003    | 1-9, 1а, 1, 2, 3а, 3, 4, 5, 6, 7, 8, 9, 10, 11/1, 11/2, 11/3, 11/4, 11/5, 11/6, 11/7, 11/8, 11а, 11б, 11, 12, 12а, 12б, 13, 14, 15, 16, 17, 18, 19, 20, 21а, 21б, 21в, 21, 21г, 21д, 21ж, 22а, 22, 23, 24, 24а, 24б, 25, 26а, 26, 26в, 27, 28а, 28, 29, 30, 30а, 31, 32а, 32, 33, 34, 35, 36, 37/1, 37/2, 37а, 37, 37б, 38, 38а, 41, 43, 45, 47, 47а, 47б, 47в, 47г, 48а, 48, 49а, 50, 51, 51а, 52, 53, 54, 55/1, 55, 55б, 55в, 56, 57, 58, 58а, 59а, 59, 59б, 60/1, 60, 60/2, 61, 62, 63/1, 63/2, 63а, 63б, 63в, 63г, 63е, 63, 64, 66, 67, 68, 70, 70а, 74, 77, 78 |                                        |
| Водопроводная      | улица    | 578     | 1/8, 2/6, 4, 5, 6, 7, 8, 9, 10, 11, 12, 13, 14, 15, 17, 18 |                                        |
| Вокзальная         | улица    | 617     | 1/2, 3, 4, 5, 6, 11а, 7/1, 8, 9/2, 10, 11, 12, 13, 14, 15, 15а, 15б, 16 кв.1, 16 кв.2, 17а, 17, 18/11, 19, 20, 20а, 21, 22, 23/5, 24, 26а, 26, 28, 30а/3, 30 |                                        |
| Газетная           | улица    | 452     | 1, 2, 3/13, 4, 5, 13/22, 16/24, 6/18, 7, 8/15, 9, 10, 11, 12, 14 |                                        |
| Гайдара            | улица    | 439     | 1/12, 2/10, 3, 4, 6, 7, 8, 9, 10, 11, 12а, 12, 13а, 13, 14, 15, 16, 17, 18, 19, 20, 20а, 21, 22, 23, 24а, 2а, 5/1, 9а, 24, 25, 26, 26а, 27а, 27, 28а, 28, 29, 30, 32а, 32 |                                        |
| Гоголя             | улица    | 676     | 1/4, 13/7, 14/5, 15/8, 16/6, 2/3, 3, 4, 5/7, 6/5, 7/8, 8/6, 9, 10, 11, 12, 17, 18, 19, 20, 21, 22, 23/1, 24/5, 25/6, 26/4, 27, 28, 29, 30, 31, 32, 33, 34, 35/8, 36, 37/7, 38, 39, 40, 41, 42, 44/3 |                                        |
| Горького           | улица    | 192     | 1, 2, 3, 4, 5, 6, 7, 7а, 8а, 8, 9, 10, 11а, 11, 12, 13, 14, 14а, 15 |                                        |
| Гражданская        | улица    | 1409    | 1/20, 2/18, 3, 4а, 4, 5, 6, 7, 8, 9, 10, 11, 12/2, 13, 14, 15, 16, 17а, 17, 18, 19/16, 20, 23/12, 24/10, 25, 26/2, 27а, 27, 28, 29, 29а, 30/3, 31, 32, 33/2, 34, 34а, 35, 36/1, 37, 38, 39, 39а, 40, 41а, 41, 42, 43, 44, 45, 45а, 46, 47, 47а, 48, 49, 49а, 50, 51, 52, 53, 54, 55, 56, 57а, 57, 58, 59, 60 |                                        |
| Грина              | улица    | 252     | 1/15, 3, 4, 11/14, 12/16, 2/17, 5/14, 6/16, 7/13, 8/15, 9, 10 |                                        |
| Добролюбова        | улица    | 1389    | 1/23, 2, 12/16, 14/15, 15а, 17/32, 19/27, 20/21, 22/28, 24/2, 25/30, 26/1, 28/15, 3/30а, 4, 6, 7, 8, 10, 15, 16, 18, 21, 23, 30/26, 32/2, 34/1, 36/2, 36а, 38/1, 40, 41/13, 5/23, 6а, 6б |                                        |
| Дурылина           | улица    | 560     | 1, 2б, 2, 3, 4/5, 5, 7, 8, 9, 10, 11, 11а, 13, 15, 17, 19а, 19, 29, 31, 33, 35, 37, 37а, 39а, 39, 41, 43, 45, 47, 47а, 49а, 49, 51, 53 | Дурылин, Сергей Николаевич (1886—1954) |
| Ермоловой          | улица    | 1267    | 1/2, 2/42, 3, 4, 5, 6, 8, 10/51, 12/22, 12а/22, 14, 16, 18, 20/13, 24/16, 26, 28, 30/25, 32, 32а, 7/1, 34, 38, 40, 40 кв.1, 42, 44, 46, 63, 63-89, 64, 65, 66, 67, 68, 69, 70, 71, 72, 73, 75, 77, 79, 81 |                                        |
| Железнодорожная    | улица    | 1045    | 2, 4, 10, 11/13, 12/8, 13, 14, 15, 16, 17, 19, 20, 21, 22, 23, 24а, 4/2, 5/2, 6/2, 6/3, 7/14, 8/15, 9/20, 24, 25, 26 |                                        |
| Журнальная         | улица    | 456     | 1/9, 1, 3, 4, 5, 14/20, 15/28, 16/19, 1а, 2/11, 5а, 5б, 6, 7/18, 8, 9/17, 9а, 10, 11, 12, 13, 18, 20, 22, 24, 26/30 |                                        |
| Заовражная         | улица    | 505     | 16/19, 1а, 1, 2/2, 3, 3а, 4, 5, 5а, 6а, 6, 7 кв.1, 7, 7 кв.2, 7 кв.3, 8, 8а, 9а, 9, 10, 12, 14, 15, 17, 19, 21, 23, 25 |                                        |
| Звёздная           | улица    | 501     | 3, 8, 9, 10, 11/32, 11а, 12, 12а, 13, 14/2, 15/28, 15а, 16/1, 2/31, 18, 20/13, 4/26, 5/24, 6/25, 7/2 |                                        |
| Зеленовод          | улица    | 567     | 1, 2, 2а, 3, 4, 5, 6, 7, 8, 9, 10, 11, 12, 13, 14, 15, 16, 16, 18, 20, 22 |                                        |
| Зубова             | улица    | 343     | 1/24, 3, 4, 5, 6, 7, 10/26, 11/28, 2/22, 7а, 8/21, 9/23, 12, 13, 14/37, 15/39 |                                        |
| Книжная            | улица    | 729     | 1, 2, 3, 3, 4, 5, 6, 7а, 7, 8, 9, 9/1, 10, 11/2, 13/3, 15/8, 17, 18/6, 19, 20, 21, 22, 24, 26 |                                        |
| Комитетский лес    | улица    | 679     | 1, 2, 3а, 5 |                                        |
| Королёва           | улица    | 1012    | 1, 12а, 18а, 19а, 19б, 1а, 20а, 23а, 27а, 29а, 2а, 2в, 2, 3, 4, 5, 6, 7, 7а, 8, 9а, 9, 10, 11, 12, 13, 14, 15, 16, 17, 18, 19, 20, 21, 22, 23, 24, 25, 26, 27, 28, 29, 30, 32 |                                        |
| Ленского           | улица    | 341     | 1/31, 2/33, 3/24, 4, 5/19, 6, 7, 10/21, 8/26, 9а, 9, 11, 12, 13/20, 14, 16/24 |                                        |
| Литвинова          | улица    | 172     | 1/2, 2/3, 3, 4, 5, 6, 8, 10, 12 |                                        |
| Луговая            | улица    | 1143    | 1а, 2, 3 кв.1, 3 кв.2, 3, 4, 5, 6, 7, 8, 9, 9а, 9б, 10, 10 кв.2, 11, 12, 13 кв.1, 13, 14, 15, 16, 17, 18а, 18б, 18, 19, 20, 21, 22 |                                        |
| Луначарского       | улица    | 520     | 1, 2, 2а, 3, 4, 4а, 5, 5а, 6 |                                        |
| Магистральная      | улица    | 237     | 1/26, 2/24, 3, 4, 5, 6, 7, 8, 9, 10, 11/15, 12/13 |                                        |
| Маяковского        | улица    | 472     | 2, 4, 6, 8, 10а, 10, 18а, 18б, 18в, 18г, 18, 27а кор.1, 27а кор.10, 27а кор.11, 27а кор.12, 27а кор.2, 27а кор.3, 27а кор.4, 27а кор.5, 27а кор.6, 27а кор.7, 27а кор.8, 27а кор.9, 35/1, 35а, 37/2, 39, 41, 41а, 43а, 45, 45а, 47, 49, 51/1, 53, 55 |                                        |
| Мичурина           | улица    | 142     | 1/10, 2/8, 3, 4, 5, 6/7, 8/8 |                                        |
| Московская         | улица    | 586     | 1, 1а, 3, 3а, 5, 7, 9, 11, 13а, 13, 15 |                                        |
| Некрасова          | улица    | 586     | 1/16, 2/15, 3, 4, 5, 6, 7а, 7, 11/11, 14/9, 7б, 7в, 8, 9, 10, 12 |                                        |
| Новая              | улица    | 452     | 2а, 2б, 4, 8, 10, 11, 13, 14 |                                        |
| Октябрьская        | улица    | 276     | 1/55, 3/44, 7, 9, 11, 13/20 |                                        |
| Островского        | улица    | 181     | 1, 2, 2а |                                        |
| Остужева           | улица    | 478     | 1/44, 2, 3/49, 4, 5, 6, 7, 8, 9, 10, 11, 12, 13, 14, 15, 16а, 16, 17, 18, 19, 20, 21, 22, 24, 26, 28, 30, 32 |                                        |
| Пашенной           | улица    | 990     | 1/7, 2/9, 3, 4, 5, 6, 7, 8/41, 9, 10/34, 11а, 11, 12, 13, 14, 15, 15а, 16, 17, 18, 19, 20, 21/8, 22, 23/9, 24, 25, 26/10, 27, 28/11, 29/7, 30, 31, 32/10, 33а, 34/9, 35, 36/2, 37, 38/1, 39, 40, 42/2 |                                        |
| Первомайская       | улица    | 398     | 1, 3, 5, 7, 9, 11, 11а, 13, 15 |                                        |
| Печатников         | улица    | 967     | 1, 1а, 2, 3, 4, 5, 6, 7, 8, 9, 10, 11, 12/12, 13/10, 14/11, 15/9, 16, 17 кв.1, 17 кв.6, 18, 19 кв.6, 20, 21/20, 23, 24а, 24, 25, 26, 27, 28/22, 29, 30/23, 31, 32, 33, 34/10, 35/12, 37/21, 39, 41/8 |                                        |
| Полевая            | улица    | 883     | 1/1, 2, 3/2, 4/1, 5, 6/2, 7/1, 8, 9, 10, 12, 13, 14, 15/2, 16/1, 17, 18, 19, 20, 21/2, 22/1, 22а, 23/9, 23а, 23б, 24, 25, 26, 27 |                                        |
| Прудная            | улица    | 84      | 1, 2, 4, 5, 6, 7, 8, 9, 10, 11а, 14, 16, 17, 20а, 20, 22, 24, 26, 28а, 28, 30, 31, 32, 33, 34, 35, 36 |                                        |
| Пушкинская         | улица    | 571     | 13, 15, 17, 21, 27 |                                        |
| Садовая            | улица    | 196     | 1/38, 11/31, 12/29, 2/36, 3, 4, 5, 6, 7, 8, 9, 10 |                                        |
| Салтыкова-Щедрина  | улица    | 339     | 1, 2/1, 3, 4, 5, 6, 7, 8, 9, 10, 12/2, 15, 15а, 17а, 17б, 17, 19, 21, 23, 25, 27, 29, 31 |                                        |
| Свободная          | улица    | 246     | 1, 2, 3, 4, 5а, 5, 5б, 6, 7, 8, 9/31, 10, 12, 14, 16, 18, 20 |                                        |
| Советская          | улица    | 141     | 69, 71, 71а, 73 |                                        |
| Солнечная          | улица    | 188     | 1/34, 3, 4, 5, 6, 7, 7а, 8, 9, 10, 11/25, 12/23, 2/32 |                                        |
| Сосновая           | аллея    | 348     | 3, 5, 7 |                                        |
| Спартаковская      | улица    | 1356    | 1/1, 1/12, 1/13, 1/14, 1/15, 1/16, 1/17, 1/18, 1/2, 1/20, 1/21, 1/23, 1/24, 1/25, 1/26, 1/27, 1/28, 1/29, 1/3, 1/30, 1/31, 1/31а, 1/32, 1/4, 1/5, 1/6, 1/7, 1/8, 1/9, 2, 3, 4, 5, 6, 8, 10, 10/14, 11, 12, 13, 14, 15/1, 16, 17/2, 18, 19, 20, 21, 22, 23, 24, 25, 26, 28, 30, 31/2, 3а, 7/1, 9/2, 32, 33, 34, 35, 36, 37, 38, 39, 40, 41, 42а, 42, 43, 44, 44а, 45, 46, 46а, 47, 48, 49, 50, 51а, 51, 52, 53, 54, 55/1 |                                        |
| Спортивная         | улица    | 939     | 1, 2/1, 3, 4, 5, 6, 7, 7а, 8, 9, 10а, 10, 11, 12, 13а, 13, 14, 15, 16, 17, 18, 19, 20, 21, 21а, 22/2, 23, 23а, 24/1, 25, 25а, 26, 27, 28, 29, 30, 31, 32/2, 33, 34/1, 35, 37, 38, 38а, 39, 40, 41, 42, 43, 43а, 44/1, 45/1, 45а, 47/2, 49/3 |                                        |
| Станционная        | улица    | 1097    | 1, 4, 6, 8, 10, 10а, 12а, 12, 13, 14, 16, 16а, 18/2, 20/1, 2а, 6а, 8а, 19, 21, 22, 23, 24а, 24, 25, 26, 27, 28, 29, 30, 31/9, 33, 35а, 35, 36, 38, 39, 40, 41, 42, 43, 44, 45а, 45б, 45, 47, 47а, 48, 49а, 49, 50, 51, 52, 53, 54, 55, 56б, 56, 56а, 57, 58, 59, 60, 61, 62, 63, 64, 65, 66, 67, 68, 69, 73 |                                        |
| Театральная        | улица    | 606     | 1/38, 2/36, 3, 4а, 4, 5, 6, 7, 8, 10/45, 11/18, 12/16, 9/47, 13, 14, 15, 16, 17, 18, 19/5, 20, 21/10, 22, 23, 24/3, 25, 25а, 26/8, 27/19, 28, 30, 32/17 |                                        |
| Тихонравова        | улица    | 344     | 16, 16а, 20, 20а |                                        |
| Толстого           | улица    | 352     | 1/7, 3, 4, 11/6, 12/8, 13/5, 14/7, 2/9, 5/6, 6/8, 7/5, 8/7, 9, 10, 15, 16, 18, 20 |                                        |
| Уткина             | улица    | 436     | 1, 2, 2/11, 3, 4/7, 5, 6а, 6б, 6в, 6, 7, 7а, 8, 9, 10, 11, 12, 13, 14, 15, 16, 17, 17а, 18, 19а, 19, 20, 21, 22, 23/1 |                                        |
| Халтурина          | улица    | 508     | 1/7, 2/6, 3, 4, 5/13, 6/11, 7/14, 8/12, 9, 10а, 10, 11, 12, 13, 13а, 13б, 13в, 14/11, 15а, 15, 16/12, 17, 18, 19, 20, 21, 22, 23/7, 24/5, 25/8, 26/6, 27, 28, 29, 30, 31, 32/11, 33 |                                        |
| Цветочная          | улица    | 627     | 1/22, 3, 4, 5, 6, 8, 10, 11, 12/21, 14/18, 15а, 1а, 1б, 2/21, 2б, 2в, 7/23, 9/20, 16, 18, 20, 22, 24, 26, 28/15 |                                        |
| Чернышевского      | улица    | 479     | 1/23, 3, 4, 10а, 11/11, 18/14, 2/7, 20/9, 21/12, 23/7, 27/1, 3а, 5/24, 6/26, 7/23, 8/25, 9/14, 10, 12, 13, 14, 15, 16, 17, 19, 22, 25 |                                        |
| Чичерина           | улица    | 131     | 1/16, 2/14, 3, 4, 5, 6, 7/37, 8/35 |                                        |
| Чкаловская         | улица    | 1423    | 2/1, 3/2, 4, 5/1, 6/2, 7, 8, 9, 10, 11, 12, 13/3, 14, 16, 17, 18, 19, 20, 21, 22а, 22, 23, 24, 25, 26, 27, 27а, 28, 29, 30 |                                        |
| Школьная           | улица    | 934     | 1, 3, 4, 6, 8, 9, 10/24, 12/23, 13 кв.1, 13 кв.2, 13а, 14, 15а, 2/4, 5/2, 7/1, 15, 15б, 16, 17 кв.1, 17 кв.2, 17а, 17б, 17в, 18, 18а, 19, 19а, 20, 21а, 21, 21б, 21в, 22а, 22, 23, 25, 28, 30, 32, 34 |                                        |
| Школьная           | площадь  | 274     | 5/4 |                                        |
| Шоссейная          | улица    | 1020    | 10/13, 11/14, 12/12, 13/12, 14, 15/11, 16, 17/9, 18/7, 19/16, 20/14, 21, 22/13, 23/12, 24/16, 25/11, 29/12, 31/11, 5/22, 6/24, 7/25, 8/27, 9/15, 26, 27, 28, 30, 32, 33, 34, 35, 36 |                                        |
| Щепкина            | улица    | 1470    | 1/5, 10/1, 11/18, 12/35, 14/19, 2а, 3, 5/6, 7/3, 7/4, 8/2, 15, 16/12, 17, 18/11, 19, 20, 21/37, 22/12, 22/12а, 23/30, 25, 27, 29, 31, 33, 35, 37/14, 39/15, 41/14, 43/17, 45/10, 47/9, 49, 51/10 |                                        |
| Щорса              | улица    | 200     | 1/35, 2/37, 3, 4, 5а, 5, 6, 7, 8, 9, 10 |                                        |
| Яблочкиной         | улица    | 904     | 1/34, 3, 4, 5, 6, 8, 10/32, 11, 12, 13, 13/41, 14/41, 15, 17/43, 19/14, 2/32, 7/29, 9/34, 21, 23, 25, 27, 29, 31/1, 33/2, 35, 37, 39 |                                        |

## Улицы микрорайона Оболдино
| Название        | Тип      | Длина, м | Дома | Примечания |
| --------------- | -------- | -------- | --- | ---------- |
| Болотный 1-й    | тупик    | 49       | 1/13, 2/15, 3, 4, 5, 7 |            |
| Болотный 2-й    | тупик    | 47       | 2/21, 4, 6, 8, 10, 12 |            |
| Болотный 3-й    | тупик    | 28       | 1/35, 2/37, 3, 4 |            |
| Зелёный 1-й     | тупик    | 107      | 1/1, 2/3, 3, 4, 5, 6, 7, 8, 9, 10, 11, 12, 137 |            |
| Зелёный 2-й     | тупик    | 106      | 1/5, 2/7, 3, 4, 5, 6, 7, 8, 9, 10, 12, 14 |            |
| Зелёный 3-й     | тупик    | 106      | 1/9, 3, 5, 7, 9, 11, 13 |            |
| Колодезный 1-й  | тупик    | 27       | 1/1, 2/3, 3, 4, 5, 6, 7, 8, 9, 10, 11, 12, 137 |            |
| Колодезный 2-й  | тупик    | 109      | 1/5, 2/7, 3, 4, 5, 6, 7, 8, 9, 11, 13 |            |
| Колодезный 3-й  | тупик    | 26       | 1/1, 2/3, 3, 4, 5, 6, 7, 8, 9, 10, 11, 12, 137 |            |
| Центральный 1-й | проезд   | 327      | 1/69, 10/37, 11/21, 12/2, 13/24, 14/1, 15/27, 18/26, 2/73, 20/29, 22/45, 3/38, 4/40, 5, 6/27, 7/35, 8/28, 9/28, 16, 17 |            |
| Центральный 2-й | проезд   | 267      | 1/81, 2/83, 4, 12/2, 23/31, 26/29, 3/48, 5/43, 6/45, 8, 9/57, 10, 11, 13, 14, 15, 16, 17, 18, 19, 20, 21, 22, 24 |            |
| Центральный 3-й | проезд   | 236      | 1, 2, 4, 6, 10/69, 11, 12, 13, 14/22, 15, 16/13, 17, 18, 19, 20, 21/13, 26/25, 28/11, 3/64, 5/67, 7/20, 8/66, 9/11, 22, 24 |            |
| Центральный 1-й | тупик    | 83       | 1/61, 2/63, 3, 4, 5, 6, 7, 8, 9, 10, 12 |            |
| Центральный 2-й | тупик    | 158      | 1/65, 2/67, 3, 4, 5, 6, 7, 8, 9, 10, 11, 12, 13, 14, 15, 16, 17, 18, 19, 20, 22 |            |
| Центральный 3-й | тупик    | 55       | 1/76, 2/74, 3, 4, 5а, 5, 6 |            |
| Берёзовый       | проезд   | 209      | 1/30, 2/28, 3, 4, 5, 6, 7, 9, 11, 13, 15 |            |
| Болотный        | проезд   | 241      | 1/14, 2/12, 3, 4, 5, 6, 7, 8, 9, 10, 11, 12, 13/38, 14, 15/41, 16, 17/35, 18, 20, 22, 24, 26, 28/33 |            |
| Запрудный       | тупик    | 74       | 1/9, 2/11, 3, 4, 5, 6, 7, 8, 9, 10, 12 |            |
| Зелёный         | переулок | 222      | 1/1, 11/9, 2/12, 3/2, 4, 5/1, 6, 7/2, 8, 9/1, 10, 12, 13/16, 14, 15, 16, 17, 18, 19/11, 20/7, 22/14, 24, 26, 28/9 |            |
| Зелёный         | проезд   | 226      | 1/73, 2/75, 3, 4, 5, 6, 7, 8, 10, 11/19, 9/28, 12, 13, 14, 15, 16, 17, 18, 19, 21, 23, 25/26 |            |
| Колодезный      | переулок | 130      | 1/12, 2/10, 3, 4, 5, 6, 7, 8, 9, 10, 11, 12, 14 |            |
| Крайний         | тупик    | 34       | 2/72, 4, 6, 8, 10 |            |
| Крутой          | тупик    | 154      | 1/25, 2, 3, 4, 5, 6, 7, 9, 11, 13, 15 |            |
| Левобережный    | тупик    | 90       | 1, 2/5, 4, 6, 8 |            |
| Лесопарковый    | тупик    | 60       | |            |
| Подгорный       | тупик    | 21       | |            |
| Поддубный       | тупик    | 117      | 1/29, 2/31, 3, 4, 5, 6, 7, 8, 9, 11, 13 |            |
| Прудный         | тупик    | 116      | 1/23, 2/25, 3, 4, 5, 6, 7, 8, 10 |            |
| Тенистый        | тупик    | 83       | 1/13, 2/15, 3, 4, 5, 6, 8, 10 |            |
| Трубный         | тупик    | 113      | 1, 2, 3, 4, 5, 6, 7, 8, 10 |            |
| Берёзовая       | улица    | 398      | 1/22, 2/20, 3, 4, 5, 6, 7, 8, 9, 10, 11, 12, 13, 14, 15, 16, 17, 18, 19, 20, 21, 22, 23, 24, 25, 26, 27, 28/8, 29, 30, 31, 32, 33, 34, 35/7, 36, 37/10, 38, 38а, 39, 40, 41, 42, 43, 44, 45, 47, 49, 51, 53, 55, 57/9 |            |
| Болотная        | улица    | 379      | 1/36, 2/34, 3, 4, 5, 5а, 6, 7, 8, 9, 10, 11, 12, 13/1, 14, 15/2, 16, 17, 18, 19, 20, 21/2, 22, 23, 24/13, 25, 26/18, 27/15, 28, 29/20, 30, 31, 32, 33, 34, 35/1, 36, 37/2, 38/13, 39, 41/15 |            |
| Зелёная         | улица    | 670      | 1/18, 3, 4, 5, 6, 7, 8, 9, 10/2, 2/16, 11, 12/1, 13, 14, 15, 16, 17, 18, 19, 20, 21, 22, 23, 24, 25, 26, 27/6, 28, 29, 30, 31, 32, 33, 34, 35, 36, 37, 38/3, 39, 40/4, 41, 43/5, 44, 45/6, 46, 47, 48/3, 49, 50, 51, 52, 53, 54а, 54, 55, 56, 57, 58, 59, 60, 61, 62, 63, 64/3, 65, 66/8, 67/5, 68, 69/10, 70, 71, 72/2, 73/1, 74, 75/2, 77/16 |            |
| Колодезная      | улица    | 229      | 1/88, 3, 4, 6, 14/31, 15/33, 5/1, 7/2, 8, 9, 10, 11, 12, 13 |            |
| Левобережная    | улица    | 304      | 1/2, 1а, 2, 3, 3а, 4, 5/2, 6, 7, 8, 11/2, 9/1, 10, 12, 13/1, 14, 15/2, 16, 17, 18, 19, 20, 21, 22, 23, 24/9, 25/1, 27/11 |            |
| Лесопарковая    | улица    | 394      | 1, 2/1, 3, 4, 5, 6, 7, 8, 9, 10, 11, 12, 13, 14, 15, 16/77, 17, 18, 19, 20, 22, 24, 26, 28, 30, 32, 34 |            |
| Оболдино        | улица    | 184      | 3, 5, 7, 9, 11, 13, 15, 17 |            |
| Озёрная         | улица    | 382      | 2/1, 4, 6, 8, 12, 14, 16, 18, 20, 22, 24 |            |
| Подгорная       | улица    | 141      | 1/80, 2/78, 3, 4, 5, 6, 7, 8, 9, 10, 11, 12/25, 13, 15/27 |            |
| Полянка         | улица    | 207      | 2, 4, 6, 10 |            |
| Приграничная    | улица    | 320      | 1/2, 3, 5, 7, 9, 11/28, 13/21, 15, 17, 19, 21, 23, 25, 27, 29/26, 31/23, 33/28, 35/17, 37, 39, 41, 43, 45/22 |            |
| Спортивная      | улица    | 479      | 1, 3, 5, 7, 15, 17, 19, 21, 23, 25/12, 27/15, 29, 31/14, 33/15, 35, 37, 39 |            |
| Тенистая        | улица    | 244      | 1, 2/32, 3, 4, 5, 6, 7, 8, 9, 10, 11, 12, 13, 14, 15, 16, 17, 18, 19, 20, 21/11, 22, 24, 26, 28/9 |            |
| Трубная         | улица    | 320      | 1/39, 3, 4, 5, 6, 7, 8, 10, 11/27, 12, 13, 14, 15, 16/2, 17, 18/1, 2/41, 19, 20/2, 9/24, 21, 22/1, 23, 24, 25, 26, 28/2, 30/1, 32/2, 34/2, 36/1 |            |
| Центральная     | улица    | 1076     | 1, 1а, 3, 5, 7, 9, 11, 13, 15, 17, 19, 21, 23/1, 25/2, 27, 29/1, 31/2, 33, 35, 37, 39/1, 41/2, 43, 45, 47, 48, 49, 50, 51, 52, 53, 54, 55, 56, 57, 58, 59, 60, 61/1, 62, 63/2, 64, 65/1, 66, 67/2, 68, 69/1, 70, 71, 73/2, 74/2, 76/1, 77, 78/2, 79а, 79, 80/1, 81/1, 82, 83/2, 84, 85, 87, 88/1, 89, 90, 91, 92, 93, 95, 97, 99, 101          |            |

## Улицы микрорайона Первомайский
| Название            | Тип      | Длина, м | Дома | Примечания                   |
| ------------------- | -------- | -------- | --- | ---------------------------- |
| Луговой 1-й         | проезд   | 343      | |                              |
| Луговой 2-й         | проезд   | 337      | 1/19, 2/21, 3/22, 4/24, 5/25, 6/27, 7, 8, 9, 10, 11/10, 12/14 |                              |
| 1-я                 | линия    | 182      | 1, 2, 3, 4, 5, 5а, 6, 7, 8, 9, 10, 11, 12, 13, 14, 16, 18, 20 |                              |
| 10-я                | линия    | 132      | 1, 2, 3, 4, 5, 6, 7, 8, 9, 10, 11, 12 |                              |
| 11-я                | линия    | 183      | |                              |
| 12-я                | линия    | 152      | 1, 2, 3, 4, 5, 6, 6а, 6б, 7, 8, 9, 10, 11, 12, 13, 14, 15, 16, 17, 18, 18а, 19, 20, 21, 22, 23, 24, 25, 26а, 27, 28, 29, 30, 31 |                              |
| Южный 2-й           | переулок | 64       | 2а |                              |
| 2-й                 | проезд   | 102      | 1, 2, 3а, 4, 5, 6, 7, 8, 9, 10 |                              |
| 2-я                 | линия    | 254      | 1, 2, 3, 4, 5, 6, 6, 7, 7, 8, 8, 9, 9, 10, 10, 11, 11, 12, 12, 13, 13, 14, 14, 15, 15, 16, 17, 18, 19, 20, 21, 22, 24, 26 |                              |
| 3-й                 | проезд   | 124      | 11, 12, 13, 14, 15, 16, 17, 18, 19 |                              |
| 3-я                 | линия    | 238      | 1, 2, 3, 4, 5, 6, 7, 8, 9, 10, 11, 12, 13, 14, 15, 16, 16, 17, 17, 18, 18, 19, 19, 20, 20а, 20, 21, 21, 22, 22, 23, 24, 25, 26, 27 |                              |
| 4-й                 | проезд   | 158      | 20, 21, 22, 23, 24, 25, 26, 27, 28, 29, 30, 31 |                              |
| 4-я                 | линия    | 226      | 1, 2, 3, 4, 5, 6, 7, 8, 9, 10, 11, 12, 13, 14, 15, 16, 17, 18, 19, 20, 21, 28, 29, 30, 30а, 31, 32, 33, 34 |                              |
| 5-й                 | проезд   | 186      | 32, 33, 34, 35, 36, 37, 38, 39, 40, 41, 42, 43 |                              |
| 5-я                 | линия    | 188      | 1, 2, 3, 4, 5, 6, 7, 8, 9, 10, 11, 12, 13, 14, 15, 16, 17, 18, 19, 21 |                              |
| 6-й                 | проезд   | 202      | 44, 45, 46, 47, 48, 49, 50 |                              |
| 6-я                 | линия    | 112      | 1, 2, 3, 4, 5, 6, 7, 8, 9, 10, 11 |                              |
| 7-я                 | линия    | 223      | 1, 3, 5, 7, 9, 11, 13, 15, 17, 19 |                              |
| 8-я                 | линия    | 250      | 1, 2, 3, 4, 5, 6, 7, 8, 9, 10, 11, 12, 13, 14, 15, 16, 16а, 17, 18, 19, 20, 21, 23 |                              |
| 9-я                 | линия    | 287      | 1, 2, 3, 4, 5, 6, 7, 8, 9, 10, 11, 12, 13, 14, 16, 18, 20, 22 |                              |
| Береговой           | проезд   | 83       | |                              |
| Большой             | тупик    | 274      | 1/5, 2, 3, 4 кв.1, 4 кв.2, 5, 6, 7, 7а, 8, 9, 10 |                              |
| Кировский           | проезд   | 306      | 1/34, 2, 3, 4, 5, 6, 7, 8, 9, 10, 11, 13, 15, 17, 19 |                              |
| Колхозный           | проезд   | 169      | 1/31, 2/33, 3, 4, 5, 6, 7, 11/24, 8/26, 9 |                              |
| Комсомольский       | проезд   | 172      | 1/7, 2/9, 3, 4, 5/25, 6, 8, 10/27 |                              |
| Ленинский           | проезд   | 333      | 1, 1а, 2, 2а, 3/7, 3а, 4, 4а, 6а, 6, 6б, 7, 7а, 8, 9, 10, 11/4, 12, 14/6 |                              |
| Лесной              | проезд   | 247      | 1/15, 2/17, 3, 3а, 4, 5, 6, 7, 8, 8а, 9, 10, 10а, 12/6 |                              |
| Луговой             | тупик    | 86       | 1, 2, 3, 4, 5, 6 |                              |
| Малый               | тупик    | 127      | 1, 2, 3, 4, 5, 6, 6а, 7 |                              |
| Октябрьский         | тупик    | 152      | 5/1 |                              |
| Пролетарский 1-й    | тупик    | 178      | 1, 3, 4, 5, 6, 7, 8, 9, 10, 11 |                              |
| Пролетарский 2-й    | тупик    | 111      | 1, 3, 5, 7, 11 |                              |
| Пролетарский        | проезд   | 233      | |                              |
| Северный            | проезд   | 152      | 1, 3, 5, 7, 9, 11 |                              |
| Угловой             | проезд   | 302      | 1/8, 2/39, 2/6, 27/16, 29/17, 4/18, 9/23 |                              |
| Центральный         | проезд   | 587      | 1, 157, 158, 159 |                              |
| Школьный            | тупик    | 201      | 1, 3, 4, 6, 8 |                              |
| Свердлова           | проезд   | 228      | 1/11, 2, 3, 4а, 4, 5, 6, 7, 8, 9, 10а, 10, 11а, 11, 12, 14 |                              |
| Тургенева           | проезд   | 197      | 1/50, 1а, 2/9, 2, 3, 4, 5, 6, 7, 8, 9, 10, 11, 11а, 11б, 12 |                              |
| К. Либкнехта        | тупик    | 117      | |                              |
| Металлистов         | тупик    | 94       | 2, 3, 4 |                              |
| А. Невского         | улица    | 94       | 1/15, 2, 2а, 3, 3а, 3, 4, 5/15, 6а, 6, 8/10, 8 |                              |
| А. Ульянова         | улица    | 2087     | 1, 2, 11а, 11б, 15а, 2/14, 20а, 23а, 2а, 2а/13, 3, 4, 5, 6/7, 6а, 6, 7а, 7, 8, 9, 10, 11, 12, 13, 14, 15, 16, 17, 18, 19, 20, 21, 22, 23, 24, 25, 26, 27, 28, 29, 30/3, 33, 35, 37, 39, 41, 43, 45, 47, 49, 51, 53, 55, 57 |                              |
| Александрова        | улица    | 451      | 1, 2, 3, 4а, 4, 5, 6, 7, 8, 9, 10, 11, 12, 13, 14, 15, 16, 17, 18, 19, 20, 21, 22, 23, 24, 25, 30, 32 |                              |
| Б. Хмельницкого     | улица    | 982      | 1, 2, 3, 4, 5, 6, 7, 8, 9, 10, 11, 12, 13, 14, 15, 16, 17, 18/13, 19, 20, 21, 22, 23, 24, 27, 29, 31, 33 |                              |
| Багратиона          | улица    | 350      | 1, 2, 3, 4/21, 5/19 |                              |
| Баррикадная         | улица    | 819      | 1, 2, 3, 4, 5, 6, 8, 10, 11/40, 12, 13, 14/27, 15, 15а, 16/38, 18а, 9/1, 17, 18, 19, 20, 21, 22, 23, 24, 25, 25а, 26а, 26, 27, 28, 29 |                              |
| Бебеля              | улица    | 427      | 1/17, 1а, 3, 5, 7, 9, 11, 13, 15/2 |                              |
| Бородинская         | улица    | 539      | 2, 4, 6, 8, 10, 12, 14, 16, 18, 20, 22 |                              |
| Боткина             | улица    | 290      | |                              |
| Ватутина            | улица    | 693      | 1/1, 2, 2а, 3, 4, 5, 7, 9, 10, 11а, 8/13, 12, 13а, 15 |                              |
| Вахтангова          | улица    | 470      | 1/5, 2/7, 3, 4, 5, 6, 7, 8, 9, 10, 11, 12, 13, 14, 15, 16, 17, 18, 19, 20, 21, 22, 23, 24, 25, 26, 27, 28, 29, 30, 31, 32, 34 |                              |
| Вишнёвая            | улица    | 445      | 1, 2, 3, 4, 5, 6, 7, 8, 9, 10, 11, 12, 13, 14, 15, 16, 17, 18, 19, 20, 21, 22, 23, 24, 25, 26, 27, 29, 31, 33 |                              |
| Водоёмная           | улица    | 321      | 1/11, 3 |                              |
| Войкова             | улица    | 193      | 1, 2, 3, 4, 5, 6 |                              |
| Володарского        | улица    | 490      | 1, 2, 3, 4, 5, 6, 7, 8, 10, 11/23, 12, 13/18, 9/24, 14, 15, 16, 17/30, 17а, 18, 19, 20, 21, 22, 23, 24, 26, 28, 30, 32 |                              |
| Гастелло            | улица    | 402      | 2/7, 2а, 4, 6, 6а, 8/22, 10/25, 12 |                              |
| Генерала Тихонова   | улица    | 216      | 1, 2, 3, 4, 5, 6, 7, 8, 10, 12, 14 |                              |
| Гоголя              | улица    | 206      | 1/19, 2/21, 3, 4, 5, 6, 7, 8, 9, 11, 13, 43/5 |                              |
| Горького            | улица    | 825      | 1/22, 2, 2а, 3, 4, 5/26, 6, 7/27, 8/28, 9, 10/29, 11, 12, 13, 14, 15, 15а, 16 кор.1, 16 кор.2, 16 кор.3, 16 кор.4, 16 кор.6, 16, 16 кор.5, 16а, 17, 18, 19, 21, 23, 25, 27, 29, 31, 31а, 33, 33а, 35, 37, 37а, 39/1, 41, 47 |                              |
| Госпитальная        | улица    | 769      | 3, 4, 5, 6, 7, 8, 9, 10/23, 11, 13, 15, 17, 19, 21, 23, 25 |                              |
| Готвольда           | улица    | 468      | 2/26, 2а/26, 3, 4/19, 4, 6/22, 7, 8, 9, 9а, 10/8, 12/41, 14/66, 16/1 |                              |
| Декабристов         | улица    | 546      | 1/10, 2, 3, 4, 5, 7, 9, 10, 11, 12, 13, 14, 15, 16, 17, 18, 19/4, 20, 22/6, 6/7, 8/2, 9а |                              |
| Державина           | улица    | 117      | 1, 3, 6 |                              |
| Докучаева           | улица    | 856      | 1, 3, 5, 7, 9, 11, 13, 15, 15а, 17, 19, 19а, 21, 23, 25, 26, 27, 28, 29, 30, 31, 32, 33, 34, 35, 36, 37, 38, 39, 40, 42, 43, 44, 45 |                              |
| Достоевского        | улица    | 714      | 1, 2/27, 4, 6, 8, 10, 12, 14, 16, 18, 20, 22/1, 24, 26, 28, 30 |                              |
| Дружбы              | улица    | 175      | 1, 2, 2а, 4, 6 |                              |
| Железнодорожная     | аллея    | 499      | 1/32, 3, 5, 7, 9, 11, 13, 15, 17/13, 21/1, 23, 25/5, 27/10, 29, 31/11, 33/16, 35/17, 35а, 37, 39/2, 41/19, 41а, 41б, 43/22, 45/2 |                              |
| Заводская           | улица    | 286      | 1/15, 2/17, 3, 4, 5, 6, 7, 11/31, 12а, 8/2, 9, 10, 12, 14, 16/33 |                              |
| Зелёная             | улица    | 130      | 1/41, 3, 5, 7 |                              |
| Калинина            | улица    | 585      | 1, 2, 3, 4, 5, 6, 7, 8, 8в, 9, 10, 10а, 11, 12, 12а, 12б, 13, 13а, 13б, 15, 17 |                              |
| Карла Либкнехта     | улица    | 916      | 1, 1/1, 1/2, 1/3, 1/4, 1/5, 1а, 1б, 1в, 2, 3, 4, 5, 6, 11 к.1, 11 к.2, 16а, 18а, 6/22, 6а, 7, 8/39, 9/20, 10, 11, 12, 13, 14, 15, 16, 17, 18, 19, 20, 21, 22, 23, 24, 25/24, 26, 27/11, 27а, 29, 31а, 31 |                              |
| Кирова              | улица    | 2379     | 1, 2, 11а, 13а, 15а, 16/1, 17а, 18а, 19а, 2а, 3, 4, 5, 6, 7, 7а, 8, 9а, 9, 10, 11, 12, 13, 14, 15, 17, 18, 19, 20, 21, 22, 24, 26, 27, 28, 29, 30/2, 31, 32/1, 33, 33/2, 34/1, 36, 38, 40/4, 40а, 41/5, 41а, 41б, 42/7, 43, 44/1, 44а, 44б, 45а, 45, 46, 47а, 47, 48, 48/2, 48а, 49а, 49, 50/1а, 50а, 51, 52а, 52б, 52в, 52, 53, 54, 54а, 54б, 54в, 54д, 55, 57, 59, 61, 63, 65, 67, 69, 71, 73, 75-2, 75, 85, 87, 87, 89, 91, 101а, 101б, 101в, 101г, 101д, 93/1, 93/10, 93/11, 93/12, 93/2, 93/3, 93/4, 93/5, 93/6, 93/7, 93/8, 93/9, 93а, 95а, 95б, 95в, 95г, 97а, 97б, 99а, 99, 99б, 99в, 101, 103 |                              |
| Клары Цеткин        | улица    | 885      | 1, 1а, 2, 3/20, 3а, 4/22, 5/25, 6/27, 7/25а, 8, 9, 10, 11, 12, 13, 14, 15, 16а, 16, 17, 18, 19, 20/16, 20а, 21, 22/37, 23/14, 24, 24а, 25/35, 26, 27, 28, 29, 30, 31, 32а, 32б, 33, 34/22, 34а, 34в, 35/20, 35а |                              |
| Колхозная           | улица    | 652      | 1, 2, 3, 4, 5, 6, 7, 8, 9, 10, 11, 11а, 12, 13, 14, 15, 16, 17, 18, 19/1, 19а, 20, 21/2, 22, 23, 24, 25, 26, 27, 28, 28а, 29, 30, 31/1, 32, 33/2, 35, 37а, 37, 39/26 |                              |
| Комаровка           | улица    | 214      | 1, 2а, 2, 3, 4, 5, 6, 7, 8, 9, 10, 11, 13, 14, 15, 17, 30/4, 31 |                              |
| Комбрига Свечникова | улица    | 567      | 1, 2, 3, 4, 5, 6, 7, 8, 9, 10, 12, 14, 16, 16/48, 18, 20 | Свечников, Михаил Степанович |
| Комсомольская       | улица    | 669      | 1/21, 2, 3, 4, 5, 6, 8, 10а, 12/11, 13а, 14/12, 15/1, 17/2, 22/32, 22а, 23/1, 24/11, 25/2, 26/8, 28а, 29/1, 31/2, 32/22, 32а, 33/1, 35/2, 37а, 41/20, 7/1, 9/2, 10, 11, 13, 16, 18, 19, 20, 21, 27, 28, 30, 37 |                              |
| Коперника           | улица    | 397      | 1, 3 |                              |
| Красноармейская     | улица    | 426      | 1, 3, 5, 7, 9, 11, 12, 13/21 |                              |
| Краснооктябрьская   | улица    | 1124     | 1, 1а, 3, 3а, 3б, 3в, 4, 4а, 5, 5б, 5г, 6, 7, 8, 9, 10, 10а/33, 11, 12, 13, 14, 15, 15а, 16, 17, 18, 19, 20, 21, 22, 23, 24, 25, 26, 27, 28, 29, 30, 32, 32а, 32б, 32в, 32г, 34, 36, 36а, 38, 40 |                              |
| Куприна             | улица    | 244      | 1/1, 2, 3/30, 4 |                              |
| Кутузова            | улица    | 457      | 1, 2/8, 3, 4, 5, 6, 7/9, 8, 9/8, 10/7, 11, 12/6, 13/7, 14, 15/10, 17, 18/8, 19, 20, 21/10, 22, 24, 26, 28/15 |                              |
| Лебедева            | улица    | 151      | 1, 2, 3, 4, 4а |                              |
| Ленина              | улица    | 700      | 1/32, 3, 5, 7, 9, 10/8, 11, 12, 13/17, 14/9, 15/10, 2/30, 16, 17, 18, 19/11, 20/3, 21/8, 22/4, 23а, 25/5, 25а/7, 27/6, 4/11, 6/14, 8/15, 23, 24, 25 |                              |
| Ленинградская       | улица    | 1039     | 1, 2, 3, 4, 5, 6, 7, 8, 9, 10, 11, 12, 13, 14, 15, 16, 17, 18, 19, 20, 21, 22, 23/11, 24/9, 25, 26, 28, 29, 31, 33 |                              |
| Лермонтова          | улица    | 176      | 1/39, 2, 5, 7, 9, 12 |                              |
| Лесная              | улица    | 748      | 1/44, 10/44, 11/27, 1а/50, 2/48, 3, 4, 5, 6/12, 7, 8/33, 9, 12, 14, 15, 16/49, 18, 18а, 20/35, 21, 22/34, 24/25 |                              |
| Лобачевского        | улица    | 161      | 1, 2, 3, 4, 4а |                              |
| Ломоносова          | улица    | 657      | 1, 2, 3, 4, 5, 6, 7/6, 8, 9, 10, 11, 12, 13, 14, 15, 16, 17, 19, 21, 23 |                              |
| Луговая             | улица    | 357      | 1, 2, 3, 4, 4а, 5, 6, 7, 8, 9, 10/11, 11/12 |                              |
| Лучевая             | улица    | 698      | 1, 1а, 2/7, 3, 4, 5, 6, 6а, 7, 8, 10, 12, 12а, 14/2, 16, 16а, 18, 20, 20а, 22, 24, 26, 26а |                              |
| Макаренко           | улица    | 566      | 1, 2, 2а, 3, 4, 5, 6, 7, 8, 9, 10, 11, 12, 13, 14, 15, 16, 17, 18, 19, 21, 23/10 |                              |
| Малышева            | улица    | 155      | 1, 2, 3, 4, 6 |                              |
| Маяковского         | улица    | 437      | 1/29, 2/31, 3, 4, 5, 6, 9, 10/15, 7/13, 8/18, 9а, 12, 13, 14, 15а, 15, 16/27, 17/29, 19/41 |                              |
| Мечникова           | улица    | 180      | 1, 2, 3, 4 |                              |
| Минина и Пожарского | улица    | 1306     | 1, 2, 3, 4, 5, 6, 7, 8, 9, 10, 11, 12, 13, 14, 15, 16, 17, 18, 19, 20, 21, 22, 23, 24, 25, 26, 27, 28, 29, 30/17, 31, 32, 33, 34, 35, 36, 37, 38, 40, 42, 44, 46 |                              |
| Мира                | улица    | 1844     | 1/2, 2, 3, 4, 5, 6, 7, 8, 9, 10, 10а, 10б, 12а, 12б, 14а, 15/1, 16а, 17/1, 18а, 20а, 21/13, 23/13, 23а, 23а, 25а, 26/1, 27/14, 27б, 27б, 28а, 34/14, 7а, 9а, 11, 12, 13, 14, 16, 18, 20, 22, 24, 25, 28, 29, 30, 31, 32, 33, 35, 36/15, 37, 37а, 38/16, 39, 40/11, 41/12, 42, 43, 44/2, 45, 46а, 46б, 46б1, 46в, 46г, 46д, 46е, 47, 47а, 48, 49, 50/1, 52, 54, 56, 58, 60, 62, 64, 66/14, 68а, 68, 68б, 70, 72, 74, 74а |                              |
| Московская          | улица    | 586      | 4, 10/21, 14, 16, 18/4, 18а, 2/45, 18, 20, 20/41, 22/32, 22/43, 26/39, 6/2, 8/1, 24 |                              |
| Народная            | улица    | 596      | 1, 2, 2а, 2б, 3, 4, 5, 6, 7, 7а, 8, 9, 10, 11, 12, 13, 14, 15, 16, 17, 18, 19, 20, 21, 22, 23, 24, 25, 26, 27, 28, 29, 30, 31, 31а, 33, 35, 37 |                              |
| Нестерова           | улица    | 937      | 1, 2, 3, 4, 5, 6, 7, 8, 9, 10, 11, 12, 13/8, 13б, 13г, 14, 15, 16, 17, 18, 19, 20, 21, 23, 25 |                              |
| Новая               | улица    | 290      | 1а, 1б, 2, 3, 3а, 4, 4а, 5, 5а, 6, 6а, 7, 7а, 9а |                              |
| Октябрьская         | улица    | 372      | 1, 2, 2а, 3, 4, 5, 12а, 14а, 23/14, 5/43, 6а, 6, 6б, 7, 8, 9, 10, 11, 12, 13, 14, 15, 17, 19, 21 |                              |
| Первомайская        | улица    | 701      | 1/16, 2, 3, 4, 5, 6, 7, 8, 9, 10, 10а, 11, 12, 12а, 13/17, 14а, 15, 16, 17, 18, 19 стр.1, 19 стр.2, 19, 19 стр.3, 19а, 25/22, 25а |                              |
| Пионерская          | улица    | 648      | 3, 4, 5, 6, 8, 11/1, 12, 13/2, 14, 15, 16/1, 2/9а, 7/6, 9/23, 17, 18, 19, 20, 21/1, 22, 23/2, 24, 25, 26, 27/2, 28, 30, 32/1 |                              |
| Плеханова           | улица    | 1235     | 1, 1а, 1б, 1в, 1г, 2а, 3, 5, 7, 9, 11, 12, 13, 15, 17, 19, 21/1, 23 |                              |
| Пляжная             | улица    | 783      | 1, 2, 3, 5 |                              |
| Пограничная         | улица    | 432      | 1, 2, 3, 4, 6, 6а, 10, 10/8 |                              |
| Полевая             | улица    | 872      | 1, 2, 3, 4, 5, 6, 7, 8, 9, 10, 11, 12а, 12, 13, 14а, 15а, 4а, 14, 15, 16, 17, 19, 21, 22, 23, 24, 25, 27, 29, 31 |                              |
| Попова              | улица    | 189      | 1, 1а, 2, 3, 4, 5, 6, 7 |                              |
| Потёмкинцев         | улица    | 445      | 1, 1а, 2, 2а, 3, 4, 5, 6, 7, 8, 9, 10, 11, 12, 13, 14, 15 |                              |
| Проезжая            | улица    | 258      | 1/33, 2/35, 3, 3а, 4, 5, 6, 7, 8, 9, 10, 11, 12, 13, 15/28 |                              |
| Пролетарская        | улица    | 925      | 1, 2, 2а, 3, 4, 5, 6, 7, 9, 10, 10/15, 10а, 11, 12, 13, 13а, 14, 15/8, 16, 17/13, 18, 19, 19а, 19б, 8/10, 20, 21, 22, 22а, 23/25, 25, 25а, 26/6, 27, 28/27, 29, 30, 31, 32, 32а, 33/8, 34, 36, 38а, 38, 40, 42, 44/10 |                              |
| Пушкина             | улица    | 553      | 1/21, 2/23, 2а, 3, 4, 5, 6, 17а, 19а, 22а, 7а, 7, 8, 9, 11, 12, 13, 14, 15, 16, 17, 18, 19, 20, 21, 22, 23, 24, 25, 26/5, 27/7, 28/8, 28а, 28б, 29/10, 30 |                              |
| Пятницкого          | улица    | 691      | 1/9, 2, 3, 4, 5, 6, 7, 9, 11/4, 11а, 11б, 13, 15, 17, 19/5, 21/4, 8/10, 23, 25 |                              |
| Речная              | улица    | 470      | 2/1, 3, 3а, 4, 6, 8, 9, 10, 11, 12, 13, 14, 15, 15а, 16, 18, 19, 20, 21, 23, 25, 26, 27, 29, 30, 31, 33, 34, 35, 36, 37 |                              |
| Речная-Дачная       | улица    | 274      | 1/26, 2, 3/1, 4, 5/2, 5а, 6, 7/2, 8, 10, 12 |                              |
| Садовая             | улица    | 971      | 1, 2а, 2, 3, 4, 5, 6, 7, 10а, 8/21, 9/14, 10, 11/19, 12, 13, 14, 15, 16, 17, 18, 19, 20, 21, 21а, 22, 23, 23а, 24, 25, 26/12, 27, 28/31, 29, 30, 31/10, 32, 33/29, 34, 35, 36, 37, 38, 38а, 39а, 39, 40, 41, 42, 43, 44/1, 45, 47, 49/16 |                              |
| Салтыкова-Щедрина   | улица    | 414      | 7 |                              |
| Санаторная          | улица    | 92       | 1, 3, 4, 4а, 5, 6 кв.1, 6 кв.2, 7, 8а, 8 |                              |
| Сафонова            | улица    | 136      | 1/3, 2/5, 3, 4, 5, 6, 6а, 7, 8/18, 9/16 |                              |
| Свердлова           | улица    | 599      | 1а, 1, 2/1, 3, 5, 6/7, 7, 9, 10, 11, 12, 13, 14, 15, 16, 17, 18, 19, 20, 21, 22, 23/9, 24, 25, 26, 26а, 27, 28, 28а, 29, 29а, 30, 31, 33 |                              |
| Светлая             | улица    | 400      | 1, 3, 4, 5, 6, 7, 8, 9, 10, 11а, 15/5, 1а, 2/1, 11, 13 |                              |
| Свободы             | улица    | 799      | 1/8, 3, 4, 5, 6, 7, 8, 9, 10, 11, 12, 13/23, 14/34, 15/36, 16/9, 2/6, 2а/6, 4а, 6а, 9а, 17, 18/8, 18а, 19, 20/1, 21, 22, 22/8, 23, 25/10 |                              |
| Серафимовича        | улица    | 122      | 1, 2, 2а, 4, 6 |                              |
| Сиреневая           | улица    | 244      | 1, 2, 3, 4, 5, 6, 7/6, 8, 10 |                              |
| Советская           | улица    | 1746     | 1/2, 1а, 2, 3, 4, 5, 6, 7, 8, 9, 10, 11, 13, 14/23, 15, 16, 17, 18, 19, 20, 21, 21а, 22/25, 22а, 22б, 4а, 9/1, 9а, 23, 24, 26, 27, 28, 29, 31, 33, 34, 34а, 35, 36а, 36б, 36в, 36, 37а, 37, 38, 39, 39а, 39в, 40а, 40, 41б, 41, 41а, 42, 43б, 43, 43а, 44, 45а, 45, 46, 47, 51а, 51, 53, 55, 57, 59, 61, 63, 67 |                              |
| Солнечная           | улица    | 1045     | 2, 3, 5, 8, 9, 10/31, 12/26, 2/33, 4/40, 5/41, 5а, 6/26, 7/42, 11, 13, 14/23, 15/1, 16/20, 17/2, 18, 19, 20/9, 21, 22/6, 23а, 25/23, 27/28, 29/33, 31/28, 33, 35/25, 37/22, 39/8, 41/1 |                              |
| Сосновый бор        | улица    | 552      | 1, 2, 3, 4а, 4б, 4, 7, 8, 9, 11, 12 |                              |
| Спартака            | улица    | 540      | 1, 2, 4, 5, 6, 8, 10, 12, 14, 16, 18, 20, 22, 24, 32, 32б, 34 |                              |
| Станиславского      | улица    | 207      | 1, 3, 5/1, 7/2, 9, 11, 13 |                              |
| Суворова            | улица    | 375      | 1/23, 10а, 10б, 11а, 17/35, 18/37, 2/25, 3, 4, 5, 6/12, 7/10, 8/9, 9/7, 10, 11, 12, 13, 14, 15, 16, 20 |                              |
| Талалихина          | улица    | 258      | 2/44, 3, 4, 5/2, 6, 6а, 7, 8, 9, 11/1 |                              |
| Тихая               | улица    | 156      | 1, 2/8, 3, 4/11, 6 кор.2, 6 кор.3, 6 кор.4 |                              |
| Толстого            | улица    | 338      | 1/25, 2, 2а, 2б, 3, 4, 5, 6, 7, 8, 10, 12, 14, 16, 18, 20, 22, 24, 24б |                              |
| Третьякова          | улица    | 324      | 1, 1а, 2, 5, 8 |                              |
| Тургенева           | улица    | 166      | 1, 2/5, 2, 3, 4, 5, 6, 7, 8, 9/2 |                              |
| Учительская         | улица    | 231      | 2, 3, 4, 5, 6, 8, 10 |                              |
| Филатова            | улица    | 767      | 1/21, 2, 3, 4, 5, 6, 7, 8, 9, 10, 11, 12, 13, 14, 15, 16, 17, 18, 19, 20, 21, 22, 23, 24, 25, 26, 27, 28, 29, 30 |                              |
| Фонвизина           | улица    | 207      | 1, 2, 4, 6, 8, 8а |                              |
| Фрунзе              | улица    | 156      | 1/16, 2, 3, 3а, 4, 5, 6, 7/3, 8, 10, 12, 14, 16 |                              |
| Хвойная             | улица    | 1898     | 1, 3, 4, 5, 5, 9, 10/1, 11а, 13/2а, 15/1, 15/2, 15а, 2/15, 23а, 26/2, 26/2а, 3 кор.10, 3 кор.11, 3 кор.12, 3 кор.13, 3 кор.14, 3 кор.15, 3 кор.16, 3 кор.19, 3 кор.2, 3 кор.20, 3 кор.21, 3 кор.22, 3 кор.23, 3 кор.24, 3 кор.25, 3 кор.26, 3 кор.27, 3 кор.3, 3 кор.4, 3 кор.5, 3 кор.6, 3 кор.7, 3 кор.8, 3 кор.9, 31а, 33/10а, 37а, 40в, 42а, 42б, 48/16, 6/2, 6/2а, 7/2, 8/1, 12, 13, 14, 16, 17, 18, 19, 20, 21, 22, 23, 24, 25, 27, 28, 29, 30, 31, 32, 34, 35, 36, 37, 38, 39, 40, 42, 44, 46, 50                                                                                               |                              |
| Чапаева             | улица    | 898      | 1/2, 1а, 1б, 1г, 2, 3, 4, 5, 6, 8, 11/1, 9/1, 9а/2, 9б, 9в/13, 10, 12, 14, 15, 16, 18, 20, 22/3, 23, 24/4, 25/5, 26, 27/6, 28, 29, 30, 30а, 32/22 |                              |
| Чехова              | улица    | 325      | 1/11, 2/13, 3, 3а, 4, 4а, 5, 6, 7, 8, 9, 10, 11а, 11, 12, 14, 15, 16, 17, 19/1, 21/2, 23, 25/1 |                              |
| Шмидта              | улица    | 251      | 1/16, 3, 5, 7, 9, 9а, 11 |                              |

## Улицы микрорайона Текстильщик
| Название        | Тип      | Длина, м | Дома | Примечания |
| --------------- | -------- | -------- | --- | ---------- |
| Дачный 1-й      | переулок | 93       | 1, 2, 3, 4, 5/8, 6/10 |            |
| Дачный 2-й      | переулок | 150      | 1, 3, 5/12 |            |
| Дачный 3-й      | переулок | 467      | 1, 2, 3, 4/16, 4а, 5/14, 6, 8, 10, 12, 12а, 14а |            |
| Лесной 1-й      | переулок | 244      | 1/9, 3, 5, 5а, 7, 9 |            |
| Лесной 2-й      | переулок | 240      | 1/11, 2/13, 3, 4, 5, 6, 7, 8 |            |
| Лесной 3-й      | переулок | 128      | 1/17, 2/19, 3, 4а, 4, 5, 6, 7, 8, 10, 12 |            |
| Болшевское      | шоссе    | 1714     | 1, 1а, 3, 3 кор.3, 3 стр.1, 3а, 3б, 3в, 5, 7, 13а, 17а, 19а, 29а, 31а, 31б, 31в, 35а, 39а, 39б, 41а, 9а, 9б, 9, 11, 13, 15, 17, 19, 21, 23, 25, 27, 29, 31, 33, 35, 39, 41 |            |
| Котовского      | проезд   | 227      | 1а, 2, 3, 4, 6 |            |
| Чапаева         | проезд   | 229      | 1/3, 4, 6, 11/5, 2/7, 3/4, 8/6 |            |
| Чапаева         | тупик    | 61       | 1/9, 3 |            |
| 1-я             | просека  | 137      | 1/20, 2/18, 3, 4, 6, 8 |            |
| 2-я             | просека  | 205      | 1/3, 2/5, 3, 4, 5, 6, 7, 8, 10 |            |
| Садовая 1-я     | улица    | 387      | 1, 2, 3, 4, 5, 6, 7, 8, 9, 10, 11/6, 12, 13/5, 14/8, 15а, 15, 16/7, 17, 18, 19/6, 20, 22 |            |
| Садовая 2-я     | улица    | 112      | 1, 2/11, 3, 4, 5 |            |
| Ватутина        | улица    | 176      | 1/18, 1/2, 1а, 2/4, 3а, 3, 4, 4а, 5а, 5, 6, 7 |            |
| Военная         | улица    | 886      | |            |
| Гражданская     | улица    | 521      | 1/21, 2/20, 3, 3а, 4/3, 5/11, 6/8, 7, 8, 9, 10, 11, 12, 13, 14, 15, 16, 17, 18, 19, 20, 21, 23, 25, 27, 29, 31, 35, 37 |            |
| Дачная          | улица    | 224      | 1, 2, 3, 4, 5, 6, 7, 8/5, 9, 10/6, 11, 12/5, 14/5, 16/4 |            |
| Заречная        | улица    | 85       | 1, 2, 2а, 3, 4а |            |
| Калинина        | улица    | 249      | 1/2, 4, 6, 8, 10, 12/2, 48а, 48б |            |
| Калининградская | улица    | 1600     | 1, 3, 5, 6, 7, 8, 9, 10/2, 11, 12/1, 13, 14, 15, 16, 17, 18, 19, 20, 20а, 21а, 21, 22/2, 23, 23а, 24/1, 25/26, 26а, 26б, 26, 27в, 27, 28 кор.1, 28 кор.2, 28, 28 кор.3, 28 кор.4, 28 кор.5, 28 кор.6, 28а, 28а кор.1, 30а, 30а кор.2, 30а кор.3, 30а кор.4, 30а стр.1, 3а, 8а, 30, 30б |            |
| Колхозная       | улица    | 121      | 1/33, 2/35, 3, 4, 5/34, 6, 8/36 |            |
| Комсомольская   | улица    | 289      | 1/12, 2/10, 3, 4, 10а, 11/2, 16а, 5/13, 6/11, 7/16, 8/14, 9, 10, 12, 13, 14, 15, 16 |            |
| Котовского      | улица    | 274      | 1/5, 1, 2/6, 3, 4, 5, 5а, 6, 7/8, 8 |            |
| Кутузова        | улица    | 283      | 1, 2а, 2, 2б, 3, 3а, 4, 4а, 5/1, 5а, 6/2, 6а, 6б, 6в, 7, 17, 18, 19 |            |
| Лесная          | улица    | 1286     | 9/1, 11/1, 13/2, 17/1, 19/2 |            |
| Мира            | улица    | 177      | 1, 2, 3, 4, 5, 6, 7, 8, 9, 10 |            |
| Мичурина        | улица    | 737      | 1, 1а, 1б, 1в, 1г, 2/23, 2а, 3, 4, 5, 6а, 6, 7, 8, 9, 10, 11, 12, 13, 14, 15, 16, 17, 18, 19а, 19, 20, 21, 22, 23, 24, 25, 26, 27, 28, 29, 30, 31, 32, 33, 34, 35, 36а, 36, 37, 38, 39, 40, 41, 42, 43, 44, 45, 46, 47, 48, 48а, 49 |            |
| Молодёжная      | улица    | 646      | 1, 2, 3, 4, 5а, 5, 6, 7, 8 |            |
| Набережная      | улица    | 209      | 2/12, 2а, 18, 20 |            |
| Невского        | улица    | 304      | 1/17, 2/16, 3, 4, 5, 5а, 6, 7, 8, 9, 11, 12, 13, 14, 15, 16а, 16, 18/12, 26 |            |
| Новая           | улица    | 290      | 1, 2, 3, 4, 5, 6, 7, 8 |            |
| Октябрьская     | улица    | 223      | 1/12, 2/10, 3, 4, 5, 6/2, 7, 8/1, 9, 10, 12 |            |
| Первомайская    | улица    | 145      | 1/3, 2/5, 3, 4, 5, 6, 7, 8, 10/2, 12/1, 14, 16, 18/2, 20/1, 22, 24, 26, 28 |            |
| Победы          | улица    | 952      | 1, 1а, 2, 2а, 3, 4, 5, 6, 7, 8, 9, 11, 13/2, 14/1, 16/2, 17/1, 18/2, 19, 20/2, 21/1, 22, 22а, 23/2, 30 стр.11, 30 стр.13, 30 стр.14, 30 стр.15, 30 стр.17, 30 стр.18, 30 стр.19, 30 стр.2, 30 стр.20, 30 стр.21, 30 стр.23, 30 стр.24, 30 стр.26, 30 стр.27, 30 стр.3, 30 стр.4, 30 стр.5, 30 стр.6, 30 стр.7, 30 стр.9, 32а, 32б, 32в, 32г, 32д, 32е, 32ж, 32з, 32и, 32к, 32н, 32п, 32р, 32т, 3а, 4а, 9а, 32 |            |
| Полевая         | улица    | 738      | 1/16, 1а, 2, 3, 4, 5, 6, 7, 8, 9, 10, 11, 12, 13, 14а, 14, 15, 16, 17/20, 18, 19/17, 20/22, 21, 22/19, 23, 24, 25, 26, 27, 28, 29, 30, 31, 32, 33а, 33, 33/1, 34, 35/2, 36, 38, 40, 42, 44, 46, 48, 50, 52, 54 |            |
| Северная        | улица    | 766      | 3, 4, 8, 9, 10, 11, 12а, 12, 13а, 13, 13а кор.1, 13а кор.2, 13б, 14, 14 стр.1, 14 стр.2, 14 стр.3, 14а, 14а кор.1, 14а кор.2, 15а, 15, 15б, 15б стр.1, 2а, 4а, 4а стр.1, 16, 17, 18, 19, 20, 20а, 21, 22, 23, 24, 24а, 25, 26, 26а |            |
| Советская       | улица    | 1157     | 5, 6, 7, 8, 9, 11а, 1а, 26а, 28а, 3/4, 6 стр.1, 9а, 9а стр.1, 10, 11, 12, 14, 16, 19, 20, 22, 24, 26, 28, 30, 32, 34 |            |
| Сосновая        | улица    | 436      | 1/8, 11/18, 12/9, 14/16, 17/19, 19/22, 2/6, 20/17, 22/20, 26/25, 3/1, 4, 5/2, 6, 7, 8, 9/11, 10, 13, 15, 16, 18, 24 |            |
| Суворова        | улица    | 458      | 2/1, 4/2, 6, 7, 8, 10, 12а, 12, 14, 16, 18/1, 20, 22 |            |
| Тарасовская     | улица    | 2354     | 1, 1а, 2, 3, 3а, 5а, 6, 7/2, 8, 9, 10, 10а, 11, 13, 14, 15, 15а, 16/1, 17, 17а, 18/2, 18а/2, 18б/2, 19, 25, 27, 29, 31 |            |
| Ушакова         | улица    | 324      | 1/14, 2/13, 3, 4, 6, 7, 8/7, 9, 11, 12, 13, 15, 18а, 18, 20/25 |            |
| Фабричная       | улица    | 290      | 1, 3, 10а, 2/7, 4/3, 7/2, 10, 11 |            |
| Центральная     | улица    | 549      | 1, 11/9, 16/14, 18/11, 1а, 2/18, 2/18а, 2/18б, 3/1, 4, 5/2, 6, 7, 8, 9/12, 10, 12, 13, 14, 15, 17, 19, 20, 21, 22, 23, 24, 26, 28, 30, 32, 34/5, 36/8 |            |
| Чапаева         | улица    | 234      | 2/18, 3/1, 5, 6, 7/2, 9/1, 10, 11, 12, 13, 14, 15, 25/20 |            |
| Южная           | улица    | 463      | 1/24, 2/22, 3, 3а, 4, 5, 6/19, 7а, 7, 9, 11 |            |

## Улицы микрорайона Торфоразработки
| Название         | Тип     | Длина, м | Дома |
| ---------------- | ------- | -------- | --- |
| 12 Переключатель | улица   | 1050     | |
| Погонный         | участок | 1882     | |
| Каховка          | улица   | 915      | |
| Центральная      | улица   | 1376     | 2, 9а, 9, 10, 11, 12/196, 12, 13, 13/197, 14, 15, 16, 17, 19, 20, 21, 23, 26, 30, 31, 33, 35, 36, 37, 38, 39, 40, 42, 43, 45, 48, 49, 51, 57, 58, 67, 68, 69, 72, 74, 78, 79, 80, 84, 86, 87, 89, 90, 93, 94, 96, 100, 102, 103, 107, 108, 109, 110, 111, 153, 154, 155, 155а, 156, 156а, 157, 158, 159, 160, 161, 162, 163, 164, 165, 166, 167, 168, 169, 170, 171а, 171б, 171, 172, 172а, 173, 174, 175, 176, 177, 178, 179, 184, 185, 186, 187, 188, 189, 190, 191, 192, 193, 194, 195, 221, 416, 417, 418, 419, 420, 421, 422, 423, 424, 425, 426, 427, 428, 429, 430, 431 |

## Улицы микрорайона Юбилейный
| Название            | Тип    | Длина, м | Дома |
| ------------------- | ------ | -------- | --- |
| Гаражный            | тупик  | 483      | 1а, 1, 2, 3, 4, 5, 6, 8, 10 |
| Институтский        | проезд | 288      | 1/4, 2, 3, 4, 5, 6, 7, 8, 9, 9а, 10 |
| Ленинский           | проезд | 184      | 4, 6, 7, 12/12, 9/10 |
| Школьный            | проезд | 323      | 1/5, 2, 3, 4/4 |
| А. И. Нестеренко    | улица  | 1036     | 3, 5, 6, 7, 9, 10/12, 11а, 11, 12, 13а, 13, 14, 15, 15а, 16/9, 17, 18/12, 19, 20, 21, 22, 24/17, 4/4, 8/7, 25, 26/13, 27, 28/12, 29, 29а, 31 |
| А. И. Соколова      | улица  | 534      | 1/24, 2, 3, 10а, 4/1, 4а, 5/3, 6/2, 7/4, 7а, 8, 9, 10 |
| А. И. Тихомировой   | улица  | 311      | 1/21, 2/23, 3, 4, 5, 6, 7, 8, 9, 10, 11, 12/28, 13/26 |
| Большая Комитетская | улица  | 1206     | 1а, 1, 3, 10/8, 5/1, 7/1, 8 стр.1, 8, 9/2, 10, 11, 12, 13, 14, 15, 16, 17, 18/9, 19/11, 20/30, 21/1, 22, 23/2, 24, 25, 26, 27/29, 27а, 27, 28, 30, 32 |
| Военных Строителей  | улица  | 282      | 1, 2, 3, 4, 5, 6, 8, 10, 12, 14, 16, 18 |
| Героев Курсантов    | улица  | 1500     | 1а, 1, 2а, 2, 3, 4/1, 5, 6, 7, 8а, 8, 9, 10, 11, 12, 13, 14, 15, 16, 17а, 17, 18, 19, 20, 20а, 21, 22, 23, 24а, 24, 25, 26, 28 стр.20, 28 стр.23, 28 стр.3, 28 стр.4, 28 стр.6, 28, 28 стр.1, 28 стр.10, 28 стр.11, 28 стр.15, 28 стр.2, 28 стр.5, 28 стр.7, 28 стр.8, 28 стр.9                     |
| Заводская           | улица  | 268      | 3, 4, 5, 6/8, 6 |
| И. Д. Папанина      | улица  | 272      | 1, 2, 3, 4, 5, 6, 7, 8, 9/16, 10, 12/18 |
| К. Д. Трофимова     | улица  | 897      | 1, 2, 3, 4, 5 кор.3, 5а, 5, 6, 7, 8, 9, 10, 11, 12, 13, 14, 15, 16, 17 |
| Комитетская         | улица  | 902      | 1, 2, 2а, 4а, 4, 6, 8, 11, 17, 19/16, 29/27, 9/17, 29, 31 |
| Ленинская           | улица  | 752      | 4, 11/1, 12б, 13/2, 16а, 2/6, 6а, 6б, 6, 12, 14, 15, 16 |
| Лесная              | улица  | 812      | 1/4, 10/8, 10/8 кор.1, 10/8 кор.2, 13/6, 15/5, 2/6, 3/5, 4/7, 5, 6, 7, 8, 9, 11, 12, 14, 16, 17, 18, 19, 20, 20, 21, 22, 23, 23а, 24/4, 25 |
| Малая Комитетская   | улица  | 709      | 1, 2/26, 3, 4, 5, 7, 10/9, 11, 12/12, 13, 15, 16/19, 8/6, 9/7, 17, 17 |
| М. М. Глинкина      | улица  | 305      | 1/7, 2/9, 3, 4, 5, 6, 7/8, 8, 10, 10а, 12/10 |
| Маяковского         | улица  | 826      | 2, 3а, 3, 4 кор.1, 4, 4, 5, 11/19, 7/9, 9/18, 10, 12, 13, 14, 15, 16, 17/24, 18, 20, 22, 24, 26/2, 28, 30/20 |
| Парковая            | улица  | 367      | 1/26, 2, 3, 4, 5/15, 6/13 |
| Пионерская          | улица  | 885      | 1/4, 2/34, 2а, 3, 4, 5, 6, 7/1, 8 кор.1/10, 8 кор.2/10, 8/10, 10, 12 |
| Пушкинская          | улица  | 1044     | 1, 2, 3, 5, 7, 9, 11, 13, 15б, 17, 19, 21, 23, 25/6, 3 стр.1, 4/1, 6/2, 9а |
| Тихонравова         | улица  | 1951     | 1, 2, 3, 4, 5, 6, 6, 7, 8, 8, 9, 10, 11, 12, 12, 13, 14, 14, 15, 15а, 16, 16, 17а, 17, 19, 20, 20, 21, 22, 22а, 23, 23, 24/1, 25, 26/1, 27, 28а, 28б кор.1, 28, 28б кор.2, 28в, 28г, 29, 30, 30а, 32, 32а, 33, 34/2, 35, 36, 38/2, 40а, 6а, 6б, 8а, 9а, 40, 42, 42, 44/2, 46/1, 48а, 48, 50, 52, 54 |